# Delage
Delage (укр. Деля́ж) — французька фірма, що займалась виробництвом легкових автомобілів у 1905—1953 роках. У 1935 була куплена французькою компанією «Delahaye».

## Луї Деляж
Луї Деляж народився в місті Коньяк у 1874 році. У віці 15 років вступає в технічний навчальний заклад Arts et Métiers, і при тому, що Деляж з народження був однооким, навчання в такій складній справі йому давалося легко, по закінченню освіти його в 19 років закликають до армії, службу він проходить в Алжирі. Через два роки він повертається до Франції і влаштовується в залізничну компанію Chemins de Fer du Midi, після чого він влаштувався креслярем в автомобільну фірму Turgan Foy & Cie, звідки був переманений в Automobiles Peugeot на ту ж посаду в 1903 році, до речі, обидва заклади знаходилися на одній вулиці в Леваллуа, що був тоді під Парижем.

## Заснування компанії Delage
Незабаром він стає менеджером відділу з випробувань автомобілів, а також відповідає за експериментальні розробки фірми. Але запальний і честолюбний Деляж не хоче працювати на дядька, а бажає сам бути босом і будувати свої власні автомобілі. У 1905 році він відкриває свою справу, маючи в кишені 35000 франків, які він позичив у кількох знайомих, він купує невелику майстерню, в якій 2 токарних верстата, і наймає 3 робітників. Деляжу вдалося поцупити з Peugeot конструктора, причому головного — Огюстена Легро, але якби Легро вдалося знайти грошей, то фірма носила б і його ім'я, а так як тільки Деляж вклав у бізнес свої фінанси, то фірму назвали Delage et Cie. Але не дивлячись на це, партнери дружили і творчий тандем проіснував тридцять років, поки фірма не втратила самостійність, до речі, саме Легро був автором логотипу автомобілів.

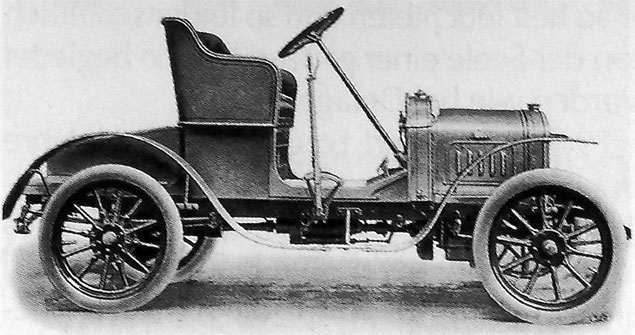
Delage Type D 6CV

Спочатку фірма, розташована на Кормейе в Леваллуа, виготовляє деталі та встановлює кузови для фірми Helbe, але вже наприкінці 1905 року на Паризькому автосалоні представлена машина носить марку Delage, це був Type A. Цей автомобіль мав одноциліндровий двигун De Dion об'ємом 1,06 л і потужністю в 9 к. с.
Незабаром, на початку 1906 року, на тих же шасі була побудована ще одна, більш дешева модель — Туре В, з 500-кубовим 4-сильним мотором. Деляж розуміє, що зростання продажів може забезпечити тільки реклама, а найкраща реклама для автомобіля — спортивні заходи. Він, економлячи на всьому, готує два 9-сильних автомобіля для Coupe des Voiturettes — «Кубок войтюреток», який проходив в Рамбуйє в листопаді 1906 року. Один з автомобілів був оснащений двигуном De Dion-Bouton, а другий — з мотором Aster, однак за кілька днів до змагань один з автомобіль під час тренувань втрачає управління на розмитій дощами дорозі і влітає в дерево. Залишається всього одна машина, яку і виставляють на гонки, Менар, який працював у Delage, приходить до фінішу через 5 хвилин після першого автомобіля — Sizaire-Naudin, який має мотор вдвічі більший об'ємом, ніж у Delage Type A 9CV, третє місце займає Peugeot.
Результати гонки позитивно позначилися на репутації фірми, про неї заговорили, як про виробника швидких і надійних автомобілів, в тому ж році модель Type A 9CV була знята з виробництва, а замість неї стали виготовляти Type D з 700-кубовим 7-сильним мотором, незабаром асортимент розширюється до 900-кубової машини Type Е 8CV. У 1907 році фірма переїжджає на нову адресу — на вулицю Бодена, у виробничі потужності розміром в 4000 м2, де вже працювало 85 осіб.

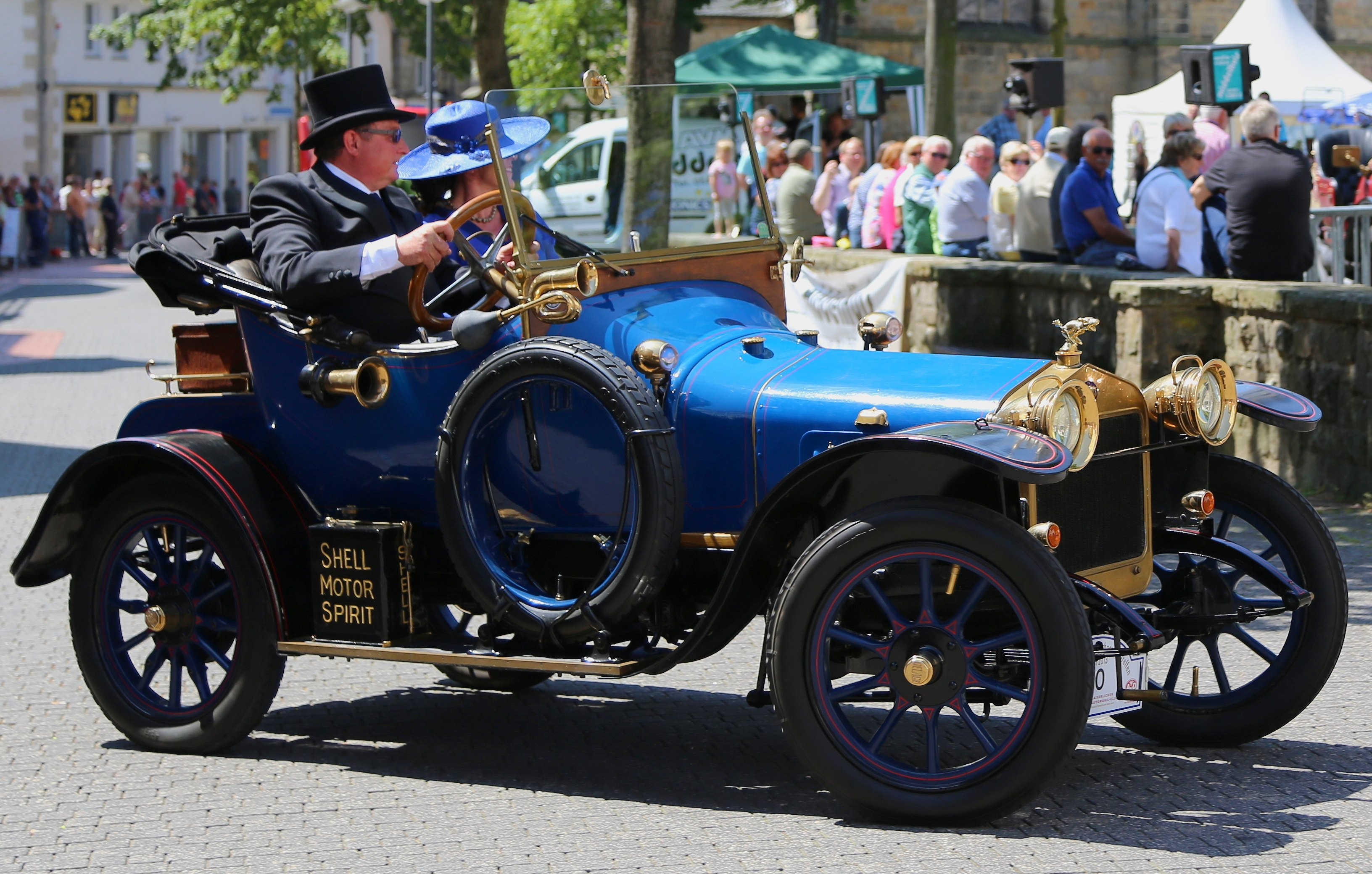
Delage Type F

Але Луї Деляж не збирається обмежуватися успіхом в одному змаганні, він продовжує спортивну програму фірми. У 1907 році він виставляє на Гран-прі Франції спеціально побудований гоночний автомобіль на шасі Type F, який в оригіналі мав такий же мотор, що й у моделі Type Е, різниця між ними була в довжині бази. Так от на шасі машини встановили 2-циліндровий мотор De Dion-Bouton об'ємом 1,2 л, ця машина прийшла в цей раз першою до фінішу. А через рік в Дьєпі проходить Гра-прі Франції, для якої фірма будує три автомобілі, два з них, як і торішній гоночний автомобіль, мали 2-циліндровий двигун, за їх кермом сиділи Рене Тома і Лукка-Боннар.
Третій автомобіль, виступати на якому повинен був Альбер Гійо, був таємною зброєю фірми. Type ZC мав одноциліндровий мотор об'ємом 1,3 л, але не дивлячись на наявність єдиного циліндра, двигун мав ряд цікавих особливостей: 4 свічки розжарювання, 4 клапани на єдиний циліндр, два маховика і термосифонне охолодження, розвивав цей моторчик цілих 28 сил. Автором цього мотора був Неморен Косан, якому Альбер Гійо, що навчався колись в одному закладі з Деляжем і тепер торгував його автомобілями в Орлеані, порадив звернутися в цю фірму зі своїм проектом.
Гійо, який керував цим одноциліндровим монстром, прийшов до фінішу першим, обігнавши Sizaire-Naudin із більшим мотором, який зупинився для дозаправки, Тома їхав на 2-циліндровому Delage і прийшов у загальному заліку 5-м, але першим серед 2-циліндрових машин, третій екіпаж прийшов 12-м, що дозволило фірмі виграти командний приз. Але, на жаль, в ті часи грошових призів не було, а фінансові можливості Деляжа були обмежені, тому щоб отримати гроші від Де Діона (за рекламу), він говорить маркізу, що на машині, яка перемогла, стояв мотор його фірми, в підсумку автор мотора — Косан ні копійки не отримав за своє дітище, бо скупий Деляж не захотів платити йому комісійні, не отримав Косан в цей раз і слави, після чого він відмовився коли-небудь зв'язуватися з фірмою Delage. У наслідку його ім'я стало відомо завдяки роботі у фірмах Bignan і Corre-La Licorne.

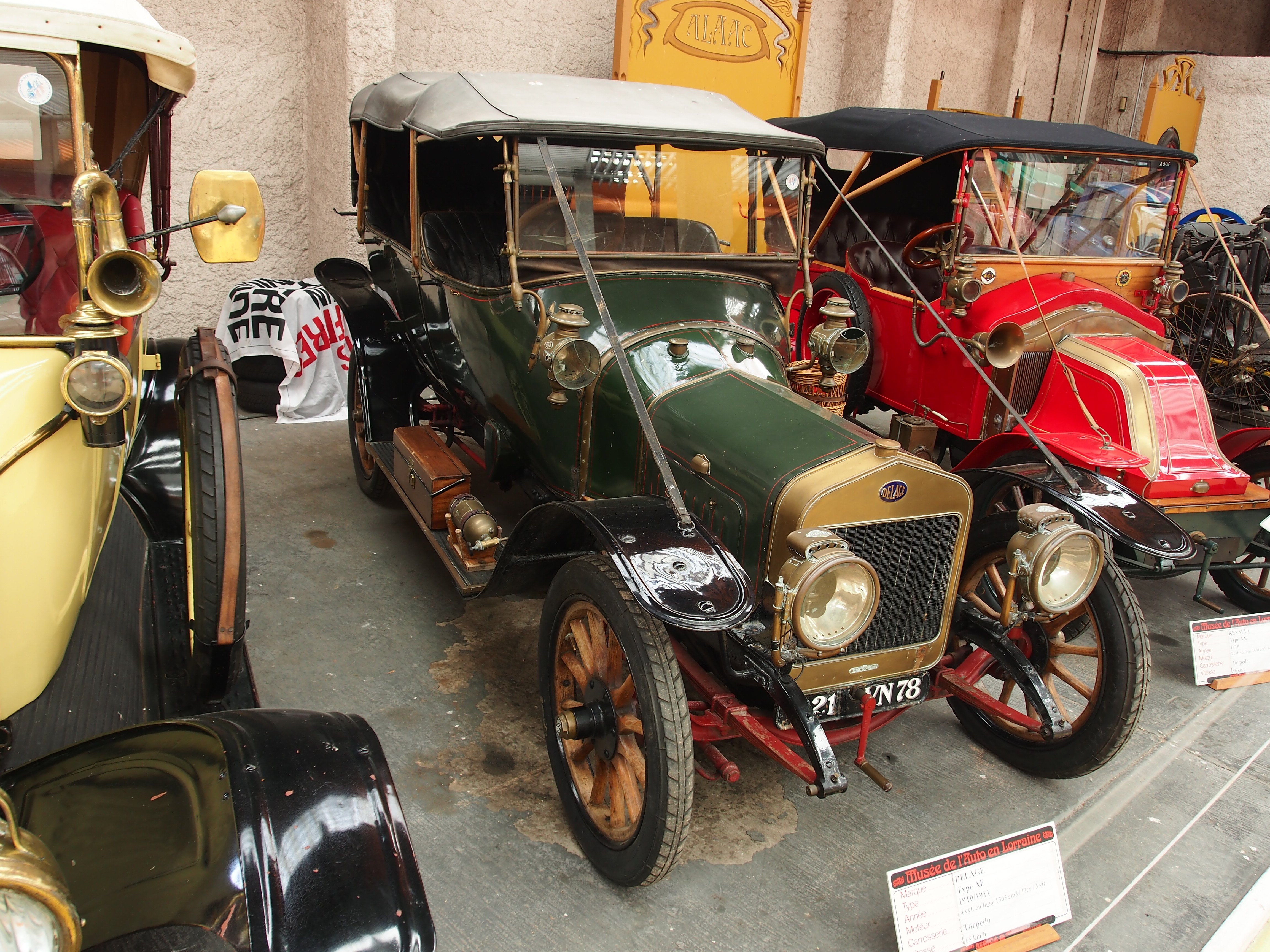
Delage Type J

Після цих змагань справи фірми пішли вгору, і за 1908 рік було реалізовано вже 300 автомобілів. У цей час припинили виробництво моделі Type B, але продовжували випуск Туре D 6CV, Type E 8/10.5CV і Type F 8/10.5CV, до яких додалися дві моделі, що випускалися тільки цього року, тому що в 1909 році їм прийшла заміна, це були Type G 12.5CV з 2-циліндровим 1,2 л мотором, Туре Н — перший 4-циліндровий автомобіль фірми, мотор De Dion-Bouton об'ємом 1,8 л розвивав 15 к. с. У 1909 році припиняється виробництво Type E 8/10.5CV і моделей 1908 модельного ряду, тобто Type G/Type H. Зате розширюється асортимент моделей з 4-циліндровою тягою, причому фірма починає використовувати і двигуни інших фірм, наприклад, Ballot і Chapuis Dornier, модель Type J спочатку комплектувалася 1,8 л мотором De Dion потужністю 14,5 к. с., але через кілька місяців під капот стали встановлювати 2,1 л 12-сильний Ballot; модель Type L випускалася тільки в 1909 році і комплектувалася двигуном Chapuis Dornier, який при 1,3 л об'єму розвивав 12,5 к. с.; а модель Type M змінила аж кілька моторів, спочатку на неї також ставили Chapuis Dornier 1,3 л, потім — De Dion-Bouton об'ємом в 1,5 л і потужністю 13,5 к. с., і під кінець мотором власної розробки, який розвивав 17 к. с. при об'ємі в 1,6 л.

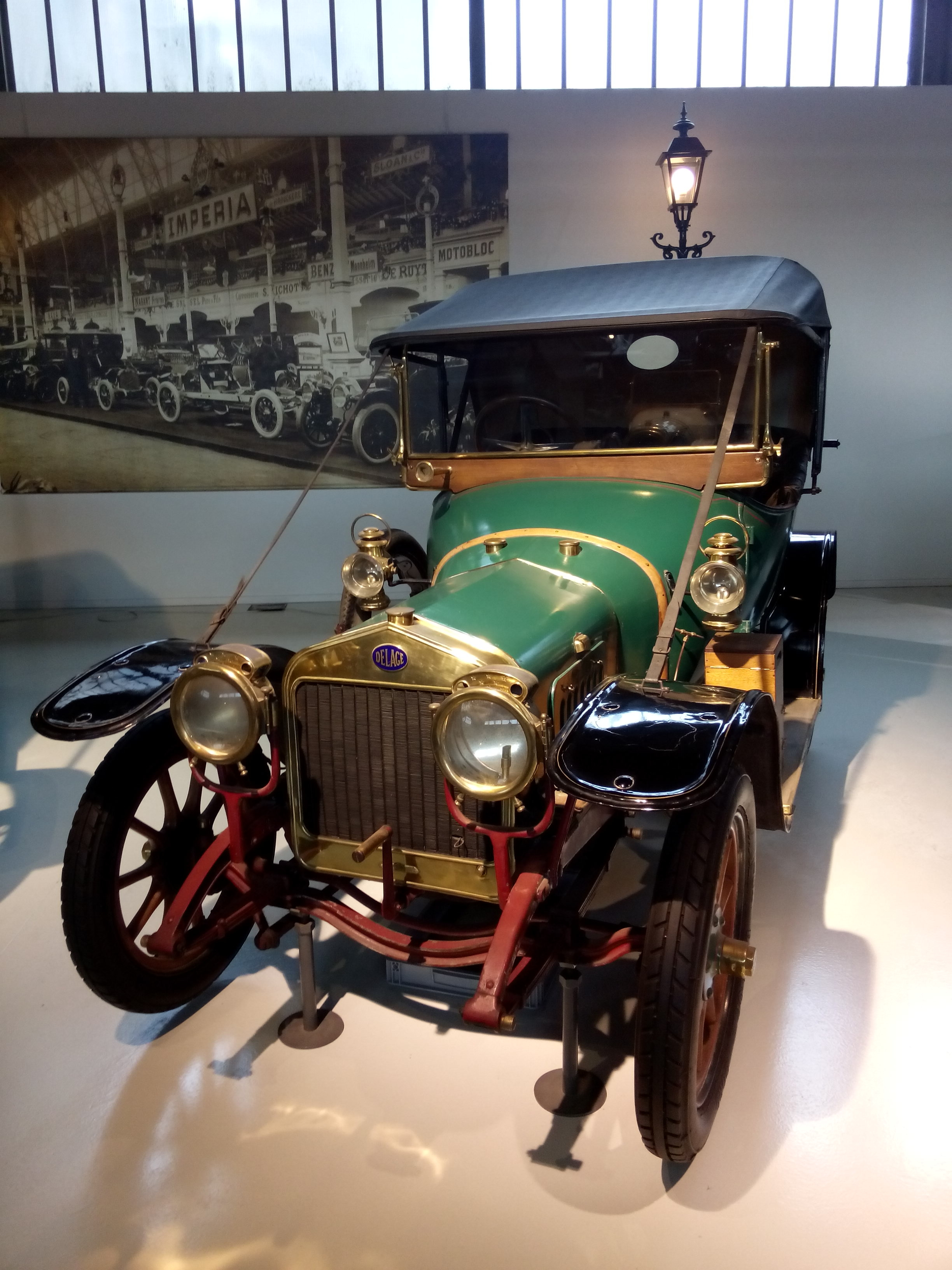
Delage Type T 13CV Roadster

Перейти до виробництва власних моторів дозволив прихід у фірму інженера Мішела, до 1910 року фірма купує землю для будівництва нового заводу на Бульвар-де-Вердена, який знаходиться в Курбевуа. У цей час моделі Type D і Type F відходять в історію, разом з ними у відставку йдуть Type J, Type L і Type M, яких змінюють нові моделі: Type R з 1,5 л 14-сильним мотором фірми Ballot, Type T з 1,3 л 13-сильним агрегатом тієї ж фірми, і Type TR, який оснащений 1,5 л двигуном Ballot, дефорсованим до 13 к. с. Так як тепер модельний ряд складають тільки 4-циліндрові машини, то фірма має потребу і в більш доступній моделі, тому в каталогах з'являється модель Type U з 939-кубовим одноциліндровим мотором De Dion потужністю 8,5 к. с., цей мотор в 1911 році зміниться новим 950-кубовим потужністю 9,5 к. с., правда 1911 рік стане останнім для одноциліндрових автомобілів марки Delage.

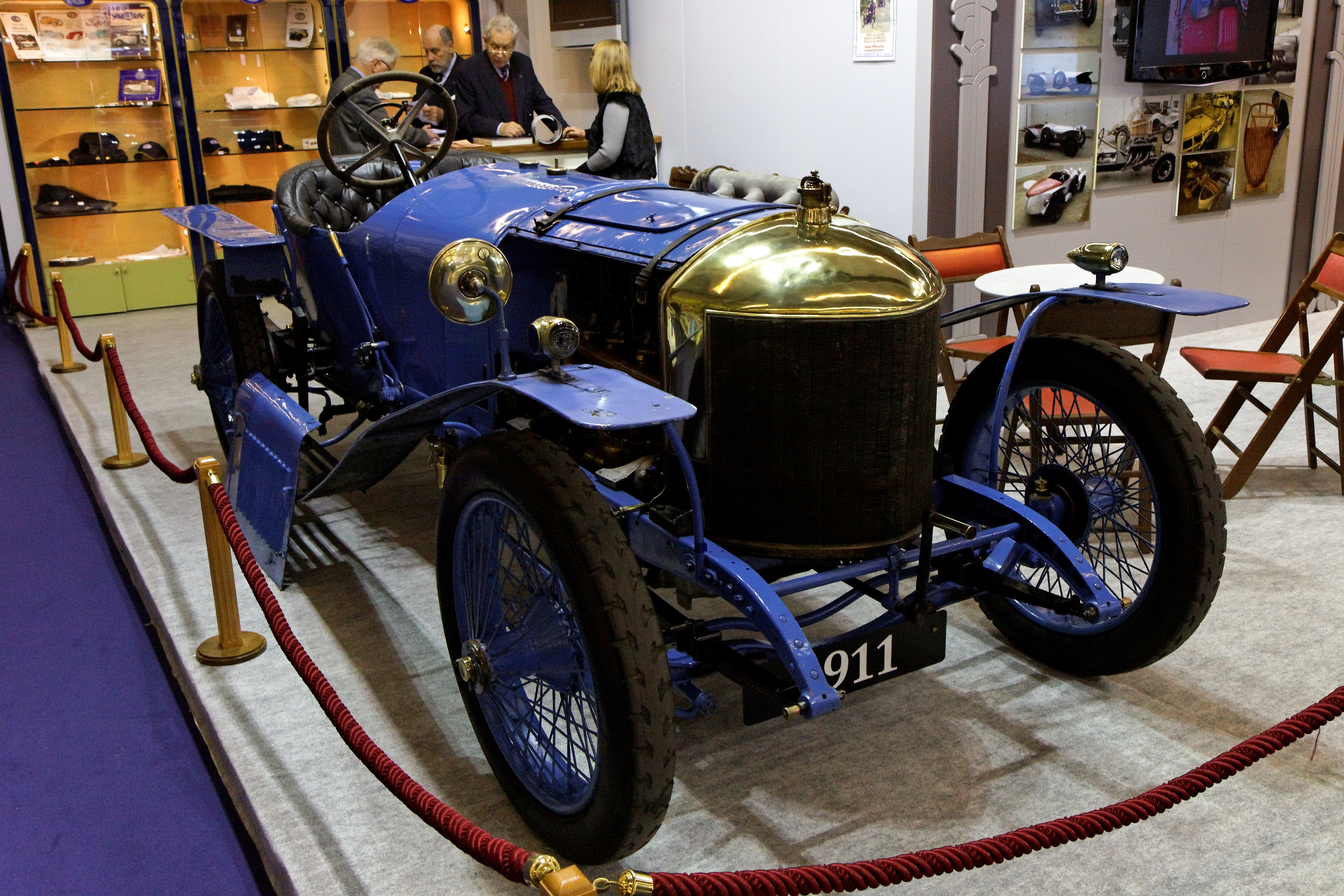
Delage Type X

Тим часом Артут Леон Мішела трудиться над моторами для спортивних автомобілів цієї марки, в 1911 році з'являється Туре Х з 3-літровим мотором. Двигун машини складався із 2-х двоциліндрових блоків, кожна частина мала свій розподільчий вал, які перебували в картері двигуна, мотор цей розвивав 50 к. с., а працював він у парі з 5-ступінчастою коробкою передач, що дозволяло розганятися цій машині до 97 км/год. Чотири таких машини будуть виставлені на змагання, що проходять в Булоні — Coupe de l'Auto, де після 623 км першим до фінішу приходить Поль Бабло, який всього на 1 хв і 11 сек. випереджає Бойо, виступаючого за Peugeot, третім приходить Рене Тома також на Delage Type X, в підсумку фірма, окрім призових місць своїх гонщиків, отримує і командний приз.

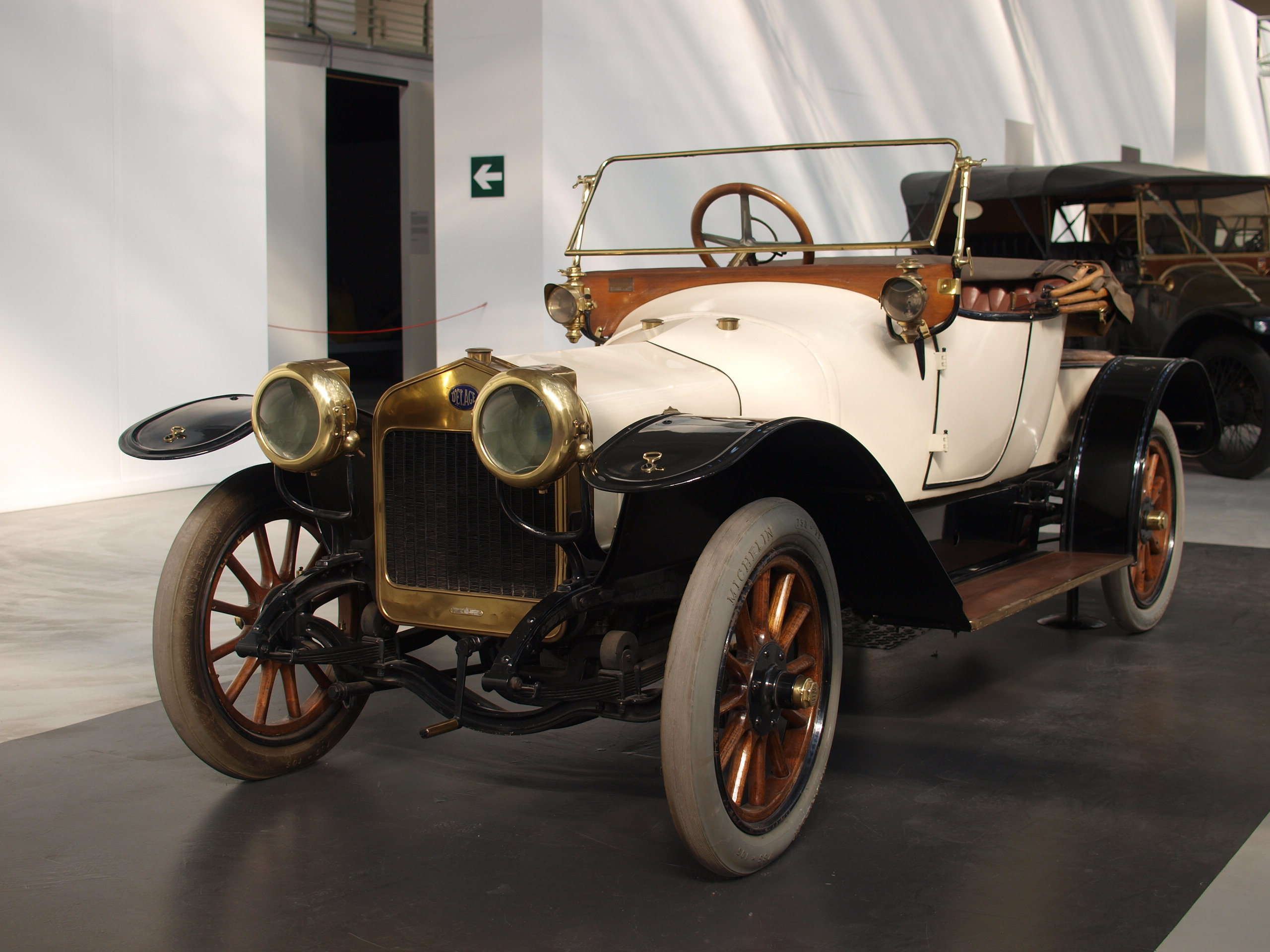
Delage Type AK 14/25CV Torpedo

До речі, ще в 1910 році модельний ряд цивільних автомобілів розбавили моделі Туре АВ і Туре АС, перший мав 2,1 л 16-сильний мотор від Ballot, другий — двигун тієї ж фірми, але об'ємом 1,5 л і потужністю 15 к. с., а в 1912 році з'являється модель Туре АН з 6-циліндровим 25-сильним мотором об'ємом 2,6 л, який агрегатувався з 3-ступінчастою трансмісією. Шестициліндровий мотор був розробкою Легро, і його встановили на легке шасі моделі АВ, тому вже через рік з'являється Туре АК, який має цей же мотор, але більш міцне шасі, яке, до речі, було низько посаджено, що знижувало центр ваги. Туре АК оснастили і 4-ступінчастою коробкою передач, мотор машини преса особливо хвалила, роблячи акцент на плавність і тиху роботу, вважається, що саме з цього моменту за Delage починається слідувати слава виробника солідних автомобілів. У 1912 році нарешті готовий завод в Курбевуа, тепер штат співробітників складається з 350 чоловік, а по сусідству знаходиться конкуруюча фірма, яку дуже хотілося переплюнути Луї Деляжу — Hispano-Suiza. У 1913 році модель Type AK отримує такі опції, як електричний стартер і електричні фари, а також передні гальмівні барабани, правда їх ніхто не замовляє, бо вважають їх небезпечними.

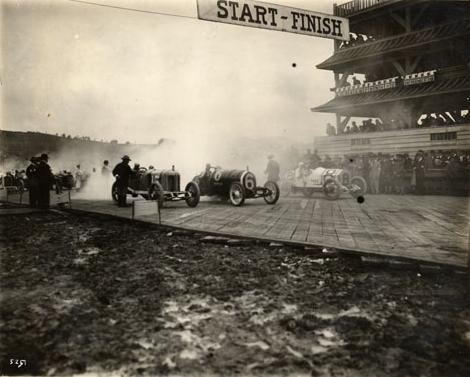
Delage Type Y

У 1913 році з'являється гоночний автомобіль Туpe Y, розроблений Мішела. Ця машина перейняла деякі елементи від гоночної машини 1911 року, але тепер під капотом був 6,2 л двигун, чотири циліндри мають по 4 клапана, клапани тепер стоять не навпроти циліндра, а збоку, що дозволило збільшити хід поршня, цей мотор розвивав 118 сил. До Гран-прі Франції 1913 року, яке проходило в Ам'єні, було побудовано три машини з баками по 195 л, щоб зменшити втрати на заправку автомобіля, адже довжина траси складала 915 км. Однак на старт було виставлено всього дві машини, управляти якими було довірено Полю Бабло і Альберу Гійо. Бабло поставив рекорд траси, показавши середню швидкість за одне коло в 123 км/год, потім лідерство взяв Гійо, але у нього стався прокол і механік Гійо зістрибнув з машини, щоб взятися за лагодження завчасно, і потрапив під заднє колесо своєї ж машини. У Бабло теж трапилися заминки, в підсумку лідерство дісталося фірмі Peugeot, а автомобілям марки Delage довелося задовольнятися четвертим і п'ятим місцем. Але через три тижні проходять змагання в Ле-Мані (не 24-годинний марафон), цього разу головними конкурентами є Mercedes, яких заявлено аж 4 штуки, дві із них були модернізованими моделями 1908 року, і дві були експериментальними моделям — на шасі гоночних машин були встановлені авіаційні 6-циліндрові верхневальні двигуни. Велася жорстка боротьба, в якій тріумф дістався французькій марці, Бабло приходить першим до фінішу, Гійо — другим, а третім — Пілетт на Mercedes 1908 року, за ним прийшов Зальзер на 6-циліндровому Mercedes, і 5-м помах картатого прапора побачив Дюре, який їхав на третьому Delage Type Y.
У 1913 році з'являється нова модель Type AI, яка обладнана 2,3 л 4-циліндровим двигуном потужністю 23 к. с., як і старший побратим, машина обладнана 4-ступінчастою трансмісією, вона змінює всі попередні 4-циліндрові моделі, тому що Деляж припиняє співпрацю з фірмою Ballot. Туре АI бачиться як більш дешева альтернатива старшому Туре АК, проте це не означало, що машина втрачала якісь споживчі якості, через рік з'являється більш доступна модель Туре ВI, яка будується на шасі Туре АI, але має всього 1,6 л двигун, який, як і 2,3 л двигун, був розроблений Мішела, обидві моделі одягалися у найкращих кузовщиків того часу: Labourdette, Kellner або Belvalette.
Тим часом Деляж націлюється на американський ринок, але для інтервенції треба про себе заявити, він виставляє обидві машини на Індіанаполіс 500 1914 року. Де знову у впертій боротьбі вдалося роздобути головний приз перегонів — 39,750 дол. США, Рене Тома приходить на Delage Type Y першим до фінішу, за ним слідом Дюре, який пересів на машину конкурентів марки Peugeot, а слідом за ним вірний гонщик команди і дилер фірми — Гійо . Перемога тим більше дорога, що дві третини гонки у машини Тома були проблеми, глушник прогорів і погрожував відвалитися, що позначилося б на тязі машини, тоді Робер Лалі — механік Тома, з підручних засобів як міг кріпив глушник, в результаті довелося пожертвувати своїм ременем. Що примітно, Волтер Бредлі, один з організаторів гонок в США, купує у Тома його машину, той погоджується, тому що на заводі побудували три нових «боліда» з новим двигуном.

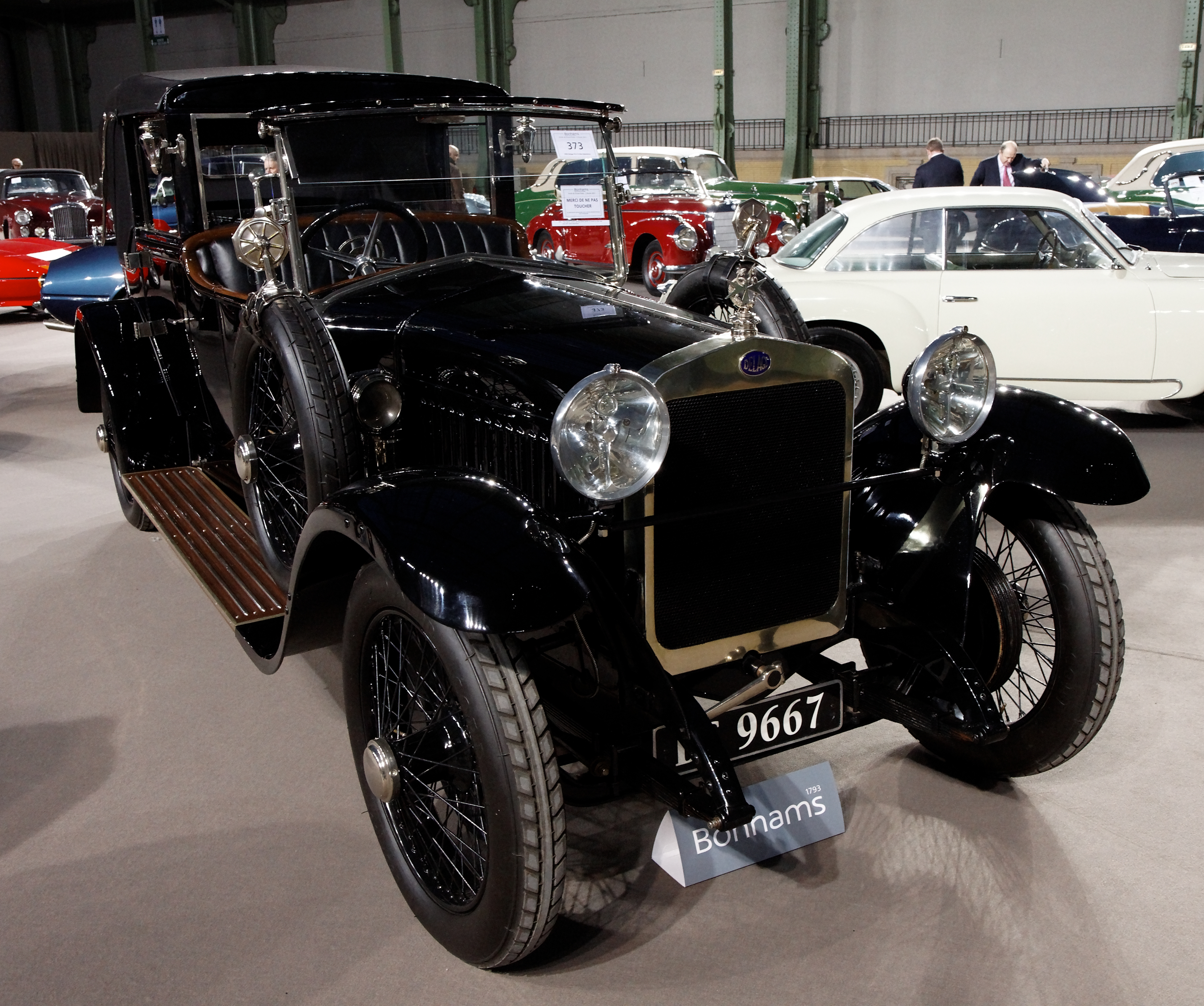
Delage Type S

Новий Type S отримав 4,5 л 4-циліндровий двигун, який розвивав 113 к. с., в його арсеналі були гальма на всіх колесах, двигун мав два розподільчих вала, які рухали клапани (два кулачка, розташованих на валу, задіюють відповідні подвійні коромисла, одне з яких опускає клапан, а інше — піднімає його, так званий десмодромічний привід клапанів), два карбюратора, коробка передач, як і раніше, — 5-ступінчаста. Однак ця машина на Гран-прі Франції не проявила себе з найкращого боку, Бабло і Гійо зійшли з траси, а Дюре, який знову сів за кермо Delage, зміг фінішувати всього-лише восьмим, але для подальшої реабілітації на європейських трасах не залишилося часу, бо в серпні 1914 року була оголошена Перша світова війна. Зате три машини були продані в США, де вони досить успішно демонстрували свої здібності на гоночних трасах.
Але тут починається війна, Delage отримує держзамовлення на виробництво патронів і снарядів, справи йдуть непогано, але в кінці війни військове відомство інформує фірму, що її продукція не відповідала якості, Луї Деляж, мало того, що не нагороджується орденом Почесного Легіону, яким удостоїли інших промисловців, а й мало не потрапить до в'язниці.

## Післявоєнна діяльність компанії
Махнувши рукою на чиновників, Деляж вирішує продовжити випуск автомобілів, причому тепер він вважає, що головний упор треба робити на дорогі машини, забезпечивши люкс автомобілі непоганими швидкісними якостями (слово «дорогий» не було тоді синонімом слова «швидкохідний»), таким чином він відходить від середнього класу, в якому встиг себе зарекомендувати до війни, проте, на жаль, Мішела покидає до цього часу фірму.
У 1918 році з'являється новий автомобіль — Delage Type СO 20CV, з мотором 4,5 л і потужністю 72 к. с., по суті ця машина була сконструйована ще до війни, тому особливих затримок із виробництвом не виникло. Цей автомобіль оснащувався 4-ступінчастою коробкою передач і гальмами на всіх колесах.

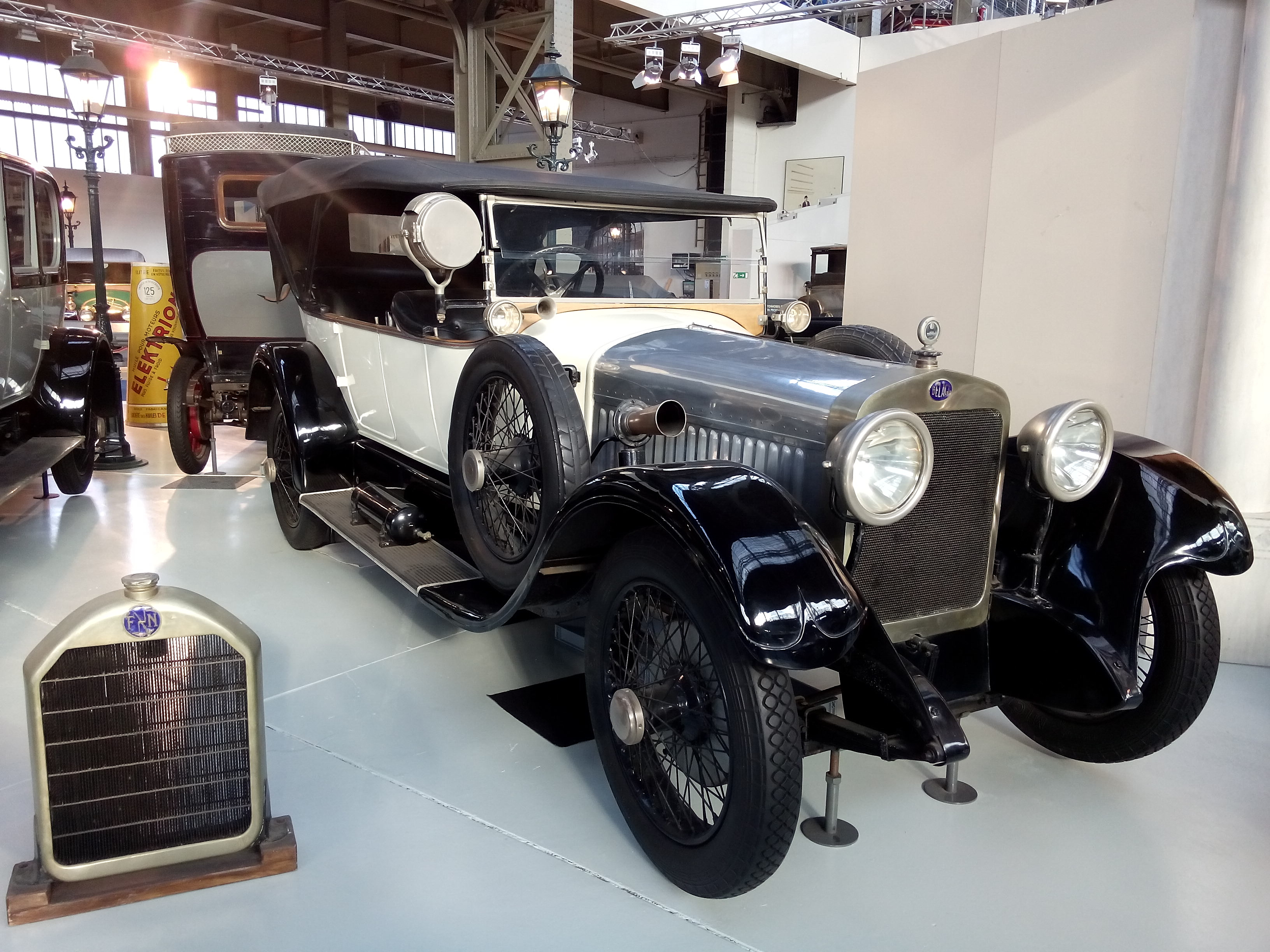
Delage Type CO2 22СV Dual Cowl Tourer

Через два роки з'являється більш дешева версія з 4-циліндровим 3-літровим мотором, який розвиває 44 к. с., крім іншого, Type DO 15CV відрізняється відсутністю передніх гальм. Наприкінці 1921 року з'являється поліпшена версія старшої моделі, яка отримує індекс СО2, її мотор оснастили двома свічками на циліндр, а також верхньоклапанною головкою, що дозволило зняти з 4,5 л мотора 88 сил, завдяки яким великий автомобіль міг розганятися до 130 км/год. Крім цього з'являється модель GS, яка має технічну начинку від CO2 із зменшеною базою коліс.

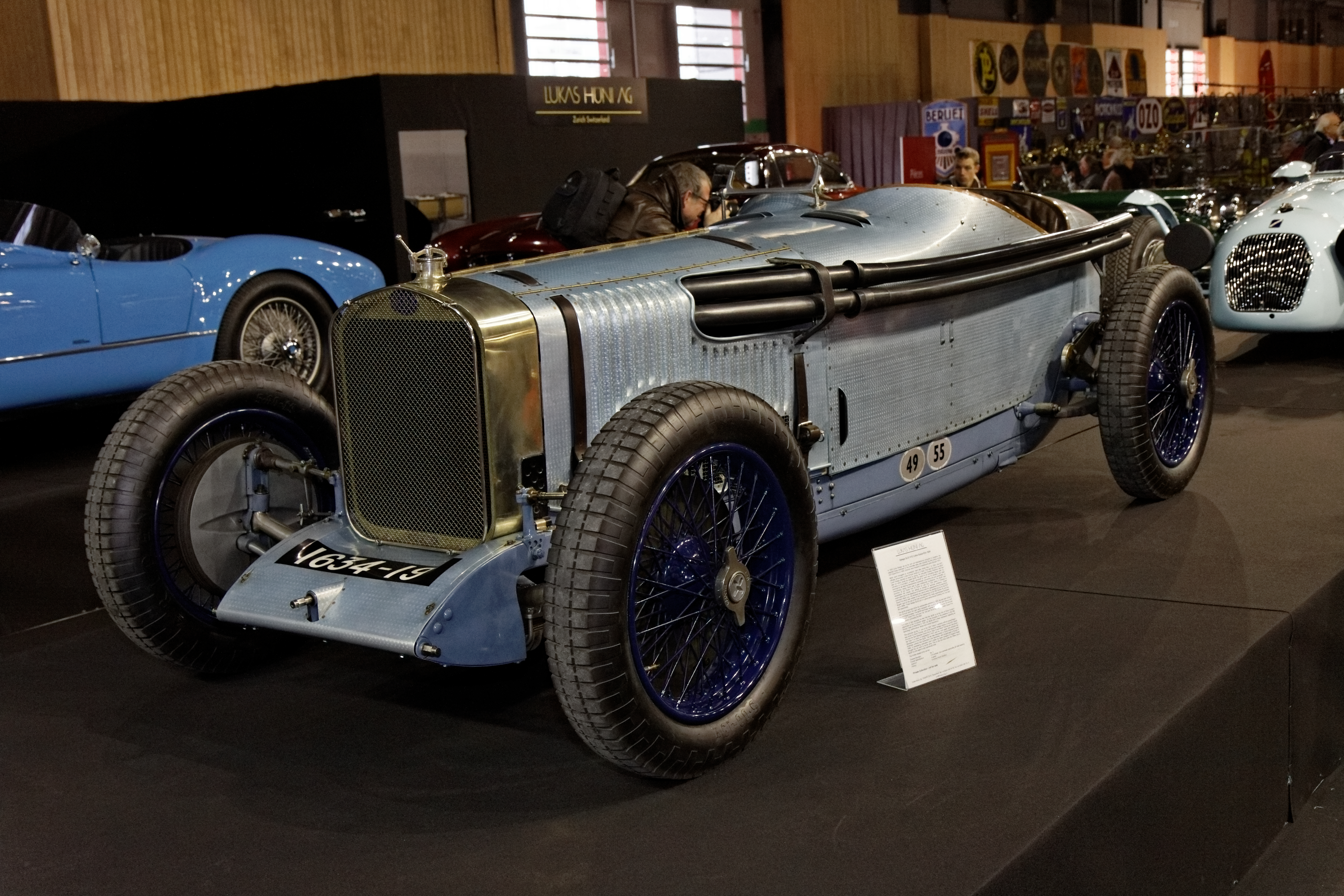
Delage Type DF La Tarpille

А нова 2,1-літрова модель Type DE 11CV, чий мотор розвиває 32 к. с., змінює більш дорогу 3-літрову модель Туре DO, при цьому машина має гальма всіх коліс. У 1922 році будують гоночну машину, причому під керівництвом гонщика Рене Тома, якого Луї Деляж попросив побути керуючим, поки він не знайде йому заміну. Тома бере модель GS, якій розточили мотор до 5,1 л, причому з нього знімається 170 к. с. Машина з легкістю виграє чемпіонати Франції з підйому в гору два роки поспіль, в 1922 і 1923 роках, а Тома особисто буде на ній ганяти, поки на зміну не прийде нова машина, а цю машину передадуть Альберу Диво та Роберу Бенуа, які ганятимуть на ній в приватному порядку, у результаті за своє життя ця машина здобуде 44 перемоги і поставить 37 рекордів швидкості на різних трасах.

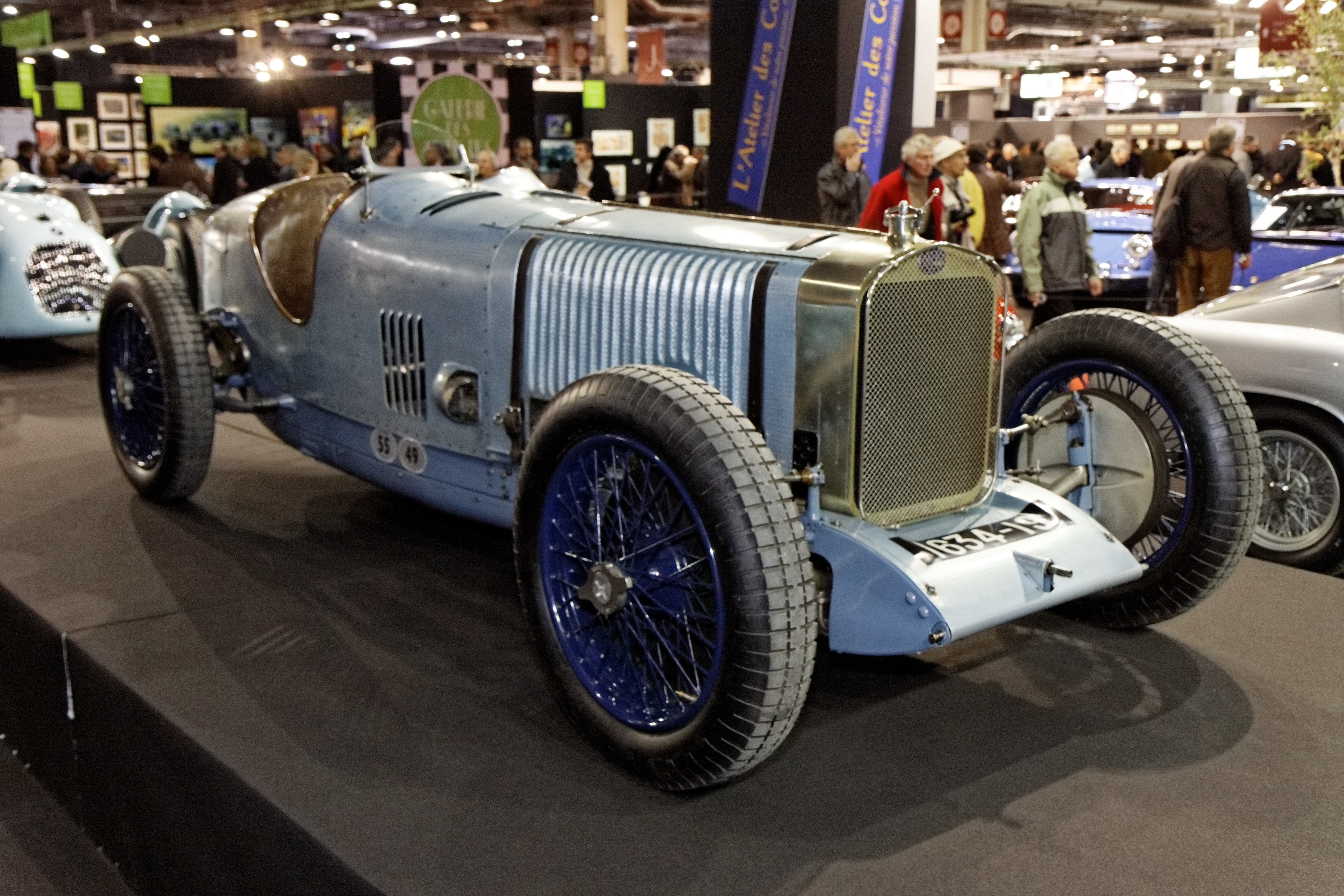
Delage 2LCV

У 1922 році Французький автомобільний клуб змінює регламент Гран-прі, Деляж уважно вивчає його і просить свого кузена — Шарля Планшона, який замінив Рене Тома, побудувати гоночну машину, яка відповідала б новим правилам, для допомоги родичеві Деляж наймає Альбера Лорі, який до своїх 28 років встиг створити ряд спортивних машин, які принесли славу фірмам Salmson і SCAP, в результаті через три місяці з'являється 2-літровий болід, циліндри якого розташовані V-подібно, а кількість їх — 12, розподільчих валів було чотири, по два на кожну головку, потужність машини дорівнювала 100 к. с.
Машина дебютувала на Гра-прі Франції, які проходили в Турі, однак Рене Тома зміг проїхати всього 6 кіл, після чого машина зламалася, Деляж відрізнявся запальним характером, так що Планшону дісталося, а його місце зайняв Лорі, який тепер став головою спортивного відділення фірми. Лорі береться вдосконалювати дітище кузена, він переробляє впускну систему, додає два масляних насоса і деякі інші дрібні ревізії, що в підсумку дозволило «наколупати» 20 додаткових конячок, що дозволило розганятися до 190 км/год. У підсумку машини, які вивели на гоночні траси в 1924 році, приходять на другому місці, слідом за компресорним Alfa Romeo P2, за кермом якого сидів Кампарі, третьому і шостому місцях в Гран-прі Європи, восени того ж 1924 року на Гран-прі Сан-Себастьяна машини приходять на третій і четвертій позиції.
У 1923 році модель DE змінюється новою моделлю — Туре DI 14CV, потужність 2,1 л двигуна підвищили до 36 к. с., крім цивільної версії з'являються і спортивні: DIS і DISS, які розвивають 40 і 48 сил відповідно.

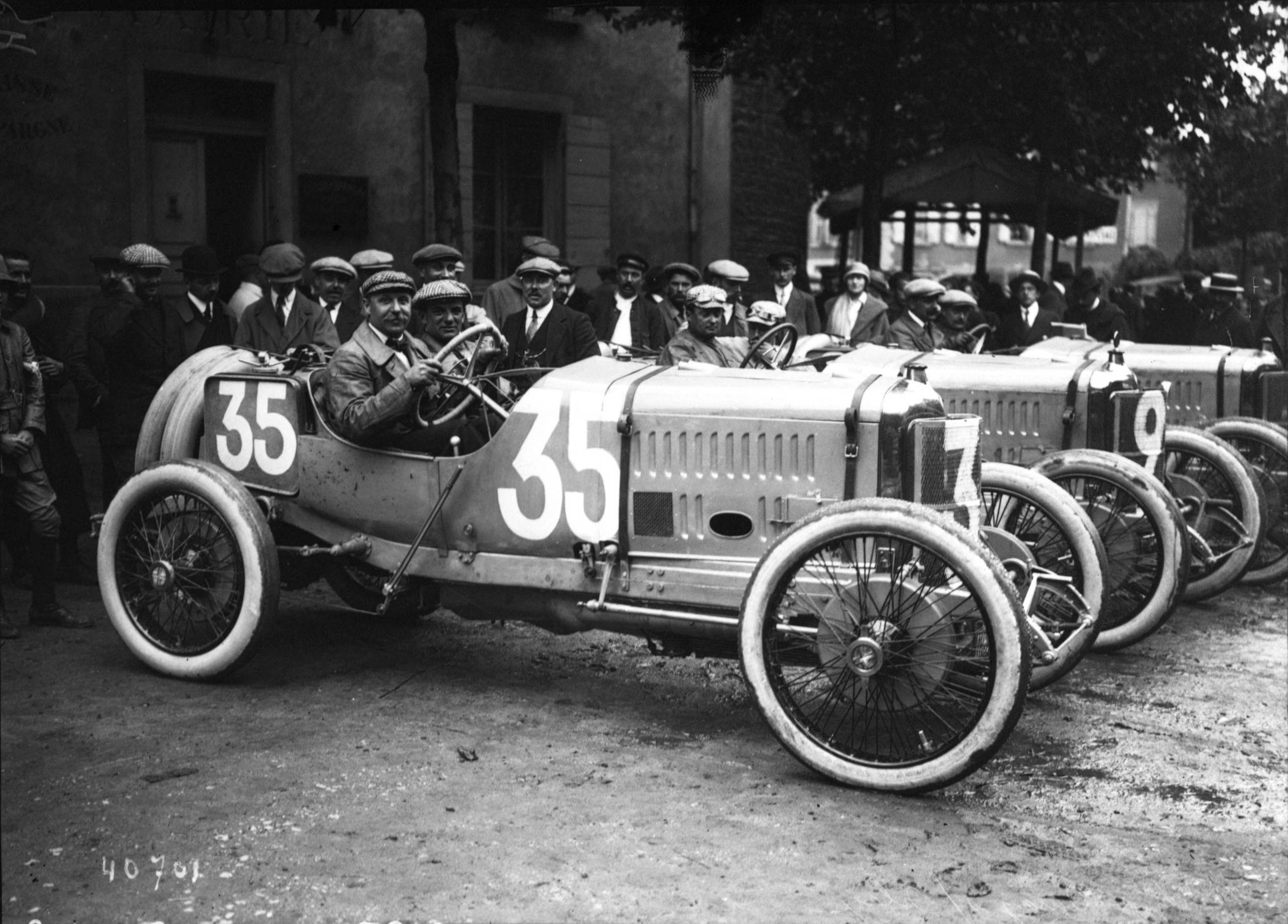
Delage Type DH La Torpille

У цьому ж році з'являється ще одна гоночна машина — Type DH, тільки не для участі в Гран-прі, а для швидкісних підйомів на пагорби, машина мала V12 мотор об'ємом 10,7 л і потужністю 280 к. с. Рене Тома дебютував на ній у змаганнях, що проходили на пагорбі Гайон, які він і виграв, а через рік він же, сидячи за кермом цієї машини, на трасі в Арпажон поставив світовий рекорд швидкості, розвинувши 230,4 км/год. Тома завоював ще не один десяток титулів на цій машині, після чого продав її британцеві Джону Коббу, який ганяв на ній у Брукландс.
Через рік з'являється топова модель, яка покликана змінити модель СО2/GS, це був Туре GL 40/50CV з 5,9 л верхневальним 6-циліндровим мотором, який розвиває 100 к. с. Мотор був отриманий з половини мотора від Type DH. Нова машина покликана конкурувати з грандами французького ринку — Renault 40CV і Hispano-Suiza H6, в Англії ж машина повинна забрати клієнтів у Rolls-Royce. Автором цієї машини став Моріс Сентура, який до цього працював на фірму Hotchkiss, крім базової моделі, яка, до речі кажучи, була дуже дорогою машиною і продавалася тільки у вигляді шасі, існувала і спортивна короткобаза модель, мотор якої оснащували другим розподільчим валом, що в підсумку підвищувало потужність мотора до 130 к. с.
У 1925 році на гоночний автомобіль 2LCV встановлюють два компресори, намагаючись скласти конкуренцію компресорним Alfa Romeo Р2, з 2-літрового мотора зняли 195 к. с., динаміка машини помітно зросла, чого не скажеш про надійність, тому на Гран-прі в Спа всі чотири машини зійшли з дистанції, цього разу Деляж нікого не звільняв, а лише дав вказівку зробити роботу над помилками, що й було зроблено, на Гран-прі Монлері машини приходять до фінішу першою і другою. Але до 1926 року знову міняються регламенти Гран-прі, цього разу об'єм мотора обмежують 1,5 літрами, організатори перегонів хочуть, щоб конструктори поламали голову, як зняти зайві сили з більш дрібного мотора.
Лорі сідає за креслярський стіл, щоб спроектувати новий мотор, який планується встановити на шасі від попередньої машини GP. Новий 1,5 л мотор має вісім циліндрів вряд, два верхніх розподільчих вала і два компресори типу Рутс, в підсумку при 8000 об/хв розвивалося 170 сил, це був перший автомобіль в світі, з якого знімали більше 100 сил з одного літра. Машина виявилася на 25 % легшою 2-літрової машини і важила всього 600 кг, що дозволяло їй розганятися до 210 км/год. Машина дебютувала в Іспанії, на Гран-прі Іспанії, проте в липні стояла спека, яка зіграла злий жарт з водіями. Спочатку все йшло добре, автомобілі Delage захопили лідерство, і Луї Вагнер навіть ставить рекорд траси — 131,6 км/год за коло, але незабаром мотор розжарився, тісна кабіна не мала нормальної вентиляції, і ноги гонщиків стали обпалюватися, вихлопна труба так близько розташована до правої руки, що дістається і їй, плюс вона коротка і гонщики буквально труяться газами, в підсумку команда упускає свій шанс, і тільки Андре Морель приходить до фінішу в заліковому третьому місці, пропустивши вперед хлопців з Bugatti. Але всього за шість тижнів машину переробляють, глушники подовжують і виводять з лівого боку, а кокпіт трохи збільшують в розмірі, у результаті на Гран-прі Англії екіпаж Вагнер/Сенешаль завойовують кубок, а Бенуа/Дуббоне — третє місце.

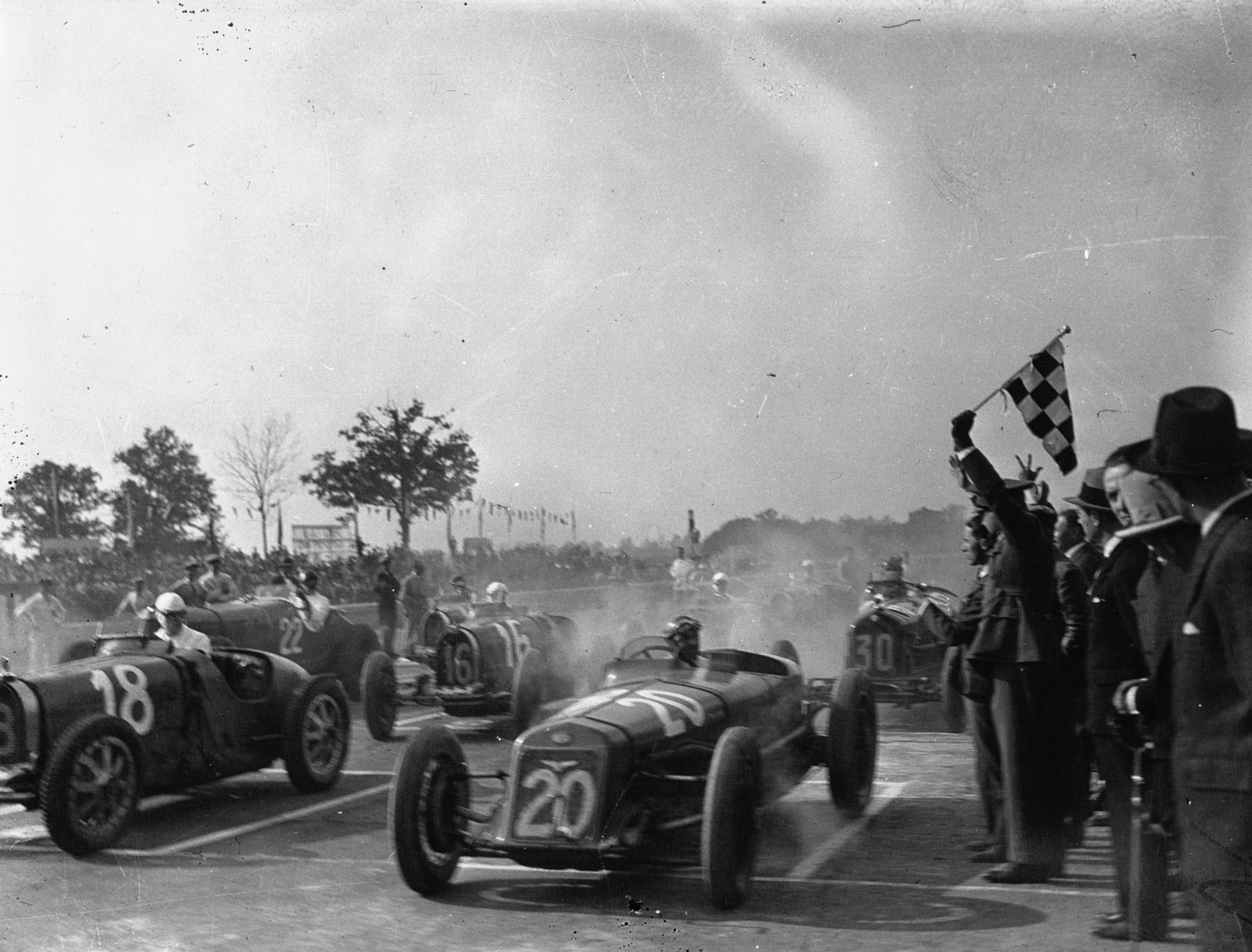
Delage 15 S8 Stade 2

Але незабаром Лорі замикається у своєму офісі, барикадує вікна і починає будувати модернізований двигун, головною відмінністю стала наявність одного відцентрового компресора Cozette, завдяки якому знімається 175 к. с. Також переробляється передня підвіска, нахил радіатора.
Влітку 1927 року стартує новий сезон Гран-прі, і на всіх п'яти етапах беззастережно виграють автомобілі Delage 15 S8 Stade 2, залишаючи з носом і Bugatti, і Talbot, і Halford, і ОМ та американські Miller. Фірма Delage завойовує кубок «Champion du Monde», тобто кубок чемпіонів світу, ставши єдиною командою, якій підкорилися всі без винятку етапи Гран-прі. Але при цьому в бочці меду виявилася і ложка дьогтю — ця перемога дісталася занадто дорогою ціною, і Деляж змушений сказати до побачення своїм спортивним амбіціям, бо фірма знаходиться на волосок від банкрутства. Непереможений Деляж залишає великий спорт з гордо піднятою головою, але, на жаль, всі боліди були продані, і в основному британцям, які продовжували використовувати ці прекрасні боліди аж до 1936 року.

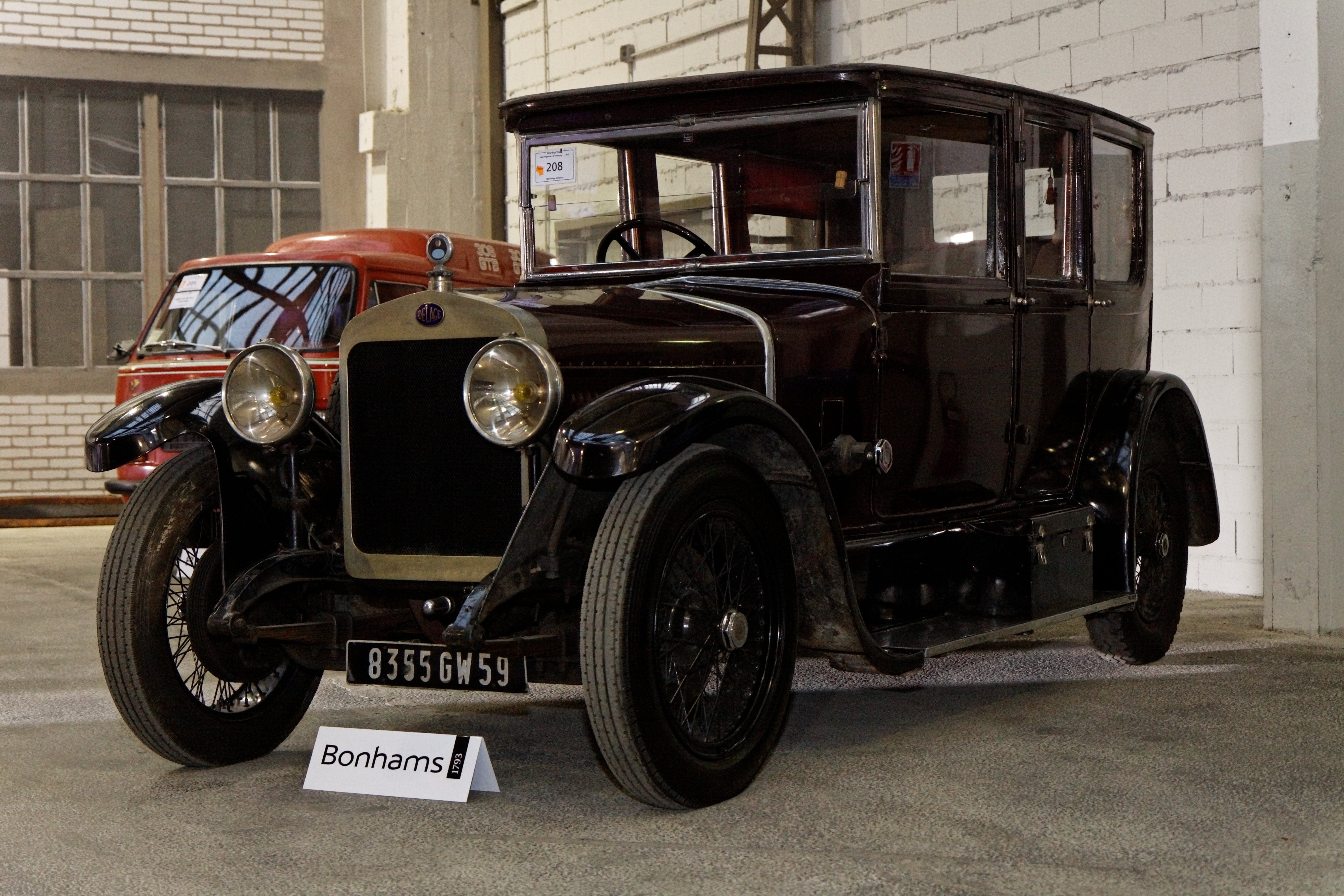
Delage Type DM

У лютому 1926 року з'являється модель Type DM 17CV, машина мала такі ж розміри циліндрів, що і у DI, але от кількість їх дорівнювала 6-ти, завдяки чому об'єм виріс до 3,2 л, а потужність — до 62 к. с., за традицією пропонувалася і спортивна версія, яка мала інші вали, посилені подвійні пружини клапанів, збільшений впускний тракт, інші відношення в трансмісії, потужність цієї версії була вже 80 к. с.

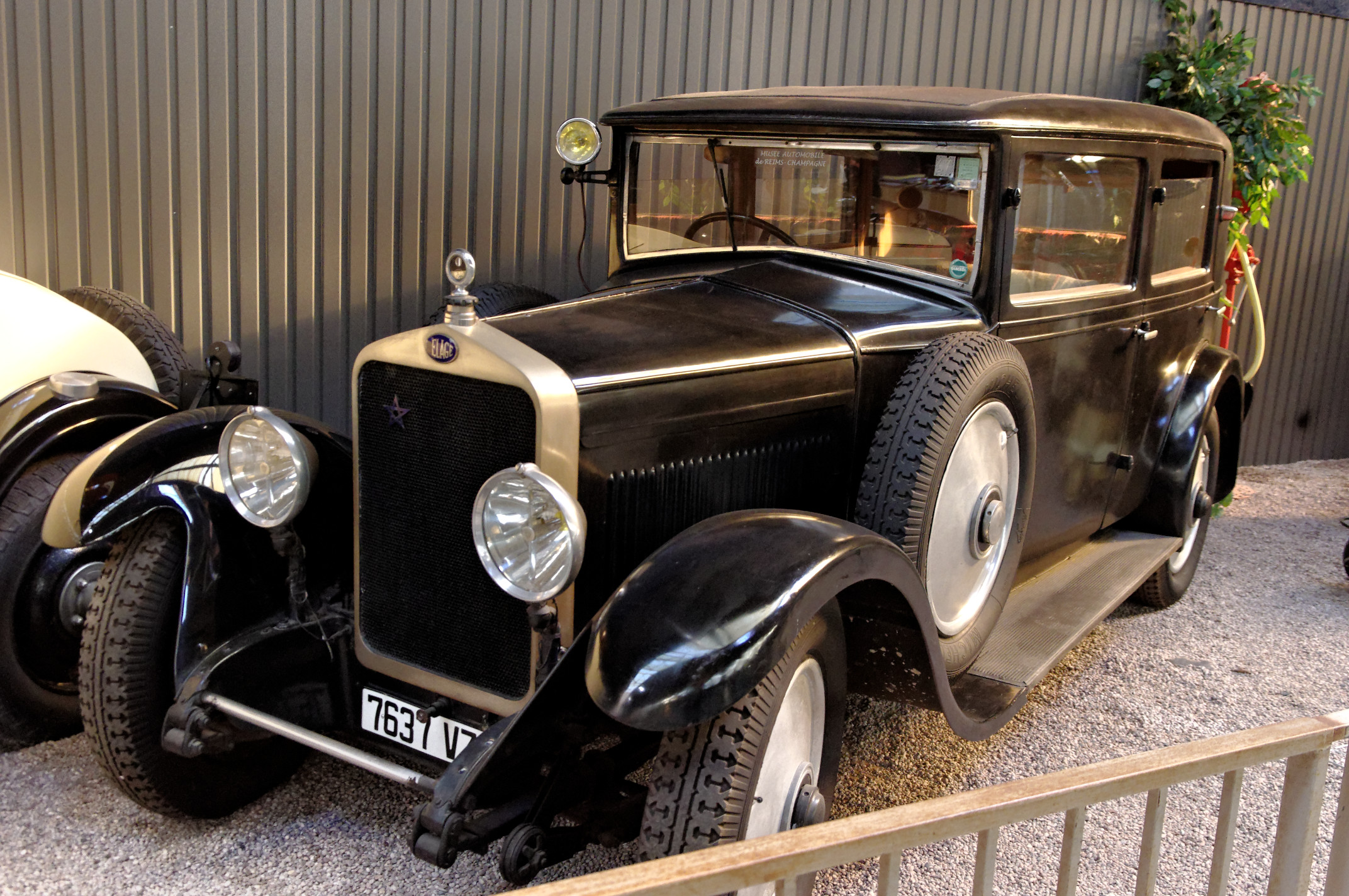
Delage DR70 14CV Weymann Berline

Майже через рік виходить у світ ще одна машина — Type DR 14CV, правда з меншим мотором — об'ємом 2,2 л і потужністю 38 к. с. Треба зауважити, що обидві серії мали 4-ступінчасті коробки передач і гальма всіх коліс, причому з вакуумним підсилювачем Девандре, та й автором їх був один і той же конструктор — Моріс Готьє, який повернувся у фірму в 1925 році. В 1916 році трапився скандал, військове відомство виявило бракування снарядів, тоді зі свого місця полетів якраз Готьє, який працював на компанію з 1911 року. Після того, як з нього зробили «цапа-відбувайла», він пішов у Georges Irat, для якого створив один з найкращих післявоєнних 2-літрових автомобілів, так от в 1925 році його покликали назад. Саме ці моделі врятували фірму від руйнування, викликаним надмірною розтратою для досягнення заповітної мрії «патрона». У 1928 році закінчують виробляти автомобілі серії DI/DIS/DISS, а модель Type DR отримує більш потужну версію — DR70 14CV з 2,5 л 45-сильним мотором. Модель Type GL також припинила своє життя на стапелях заводу, за ці роки знайшлося менше 200 багатіїв, які захотіли мати таку машину, кузови для якої можна було замовити і з червоного дерева.

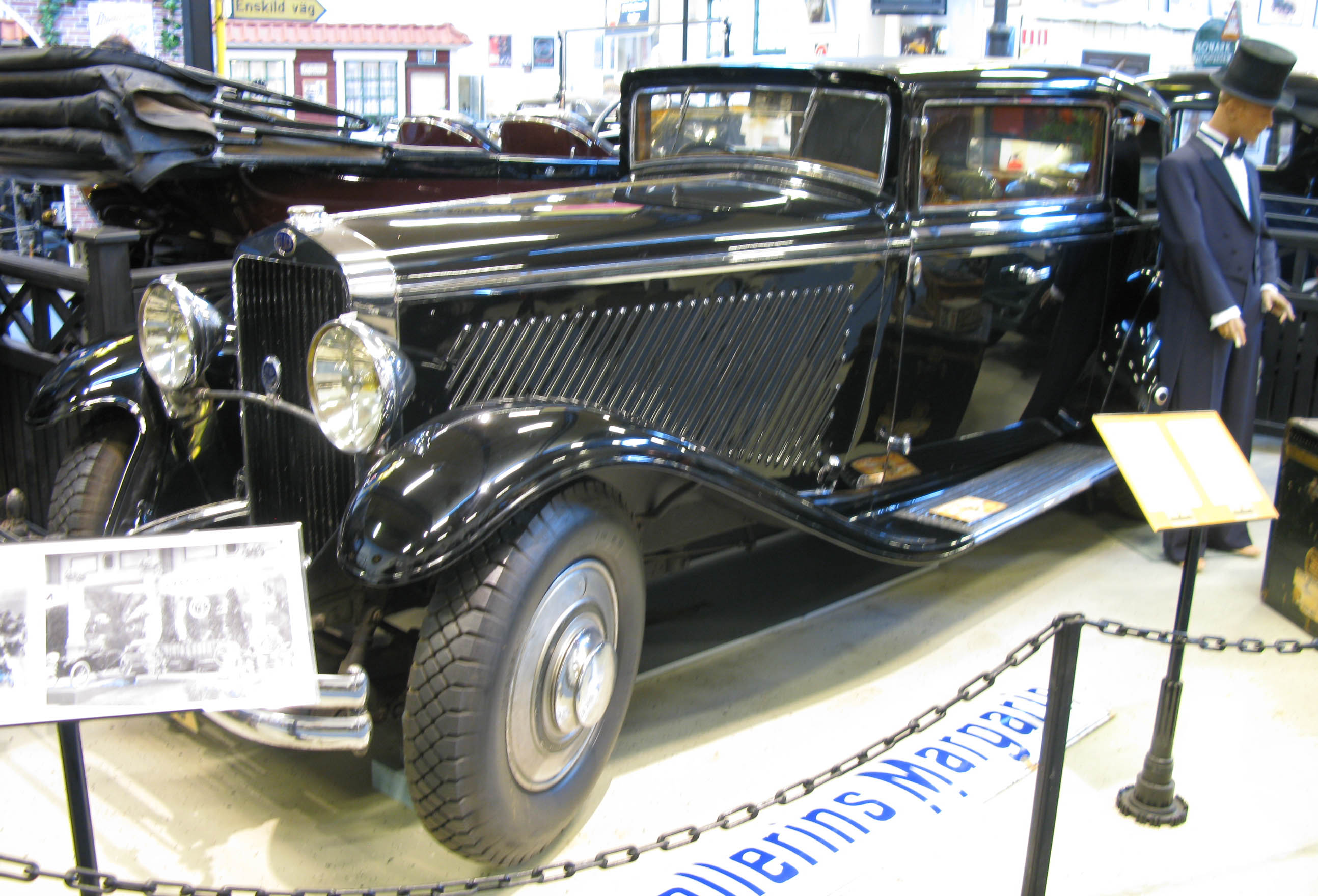
Delage D8 23CV Limousine Letourneau & Marchand

1929 рік почався з прем'єри оновленої машини Type DM, яка отримала найменування Type DMN, від колишньої машини вона відрізнялася новим зчепленням і маховиком, а також незначними переробками в моторі, які дозволили підняти потужність двигуна до 75 к. с. Восени ж з'являється перша серійна, а не гоночна 8-циліндрова машина, створена також Морісом Готьє. Модель D8 23CV мала об'єм 4,06 л і потужність 102 к. с., з цією дорогою машиною фірма стала в один ряд з такими виробниками, як Bentley, Hispano-Suiza, Isotta-Fraschini, Duesenberg і Bugatti. Машина спочатку пропонувалася в трьох варіантах бази: 3,31 м, 3,44 м і 3,64 м, короткі призначалися для кузова типу купе, кабріолет або родстер, а інші два шасі могли нести будь-який з бажаних клієнтом тип кузова.
Одночасно з цією машиною дебютує молодша модель — D6 17CV, під капотом у неї 3-літровий 6-циліндровий 72-сильний мотор, на базі цієї машини була підготовлена ще більш молодша модель з 2,5 л двигуном потужністю 60 к. с. — DS 14CV.

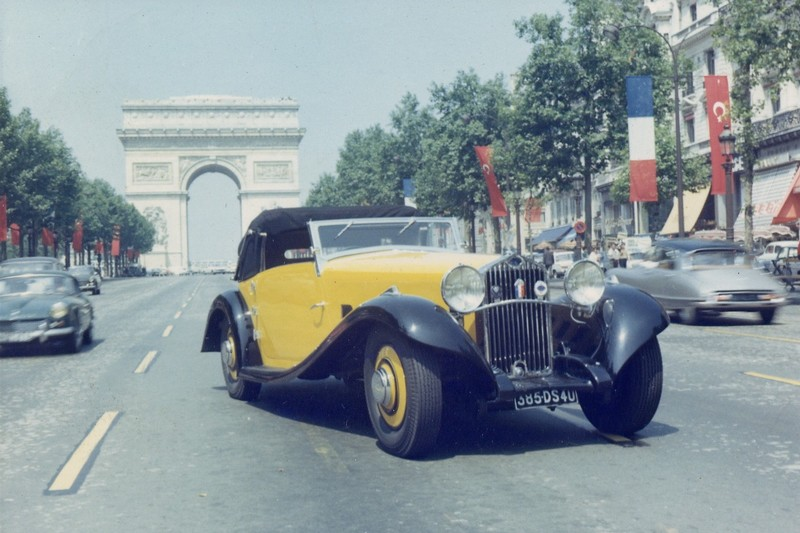
Delage D8S Roadster Henri Montluçon

Але повернемося до флагману — D8 23CV виявилася занадто важкою і розганялась максимум до 137 км/год, тоді в 1930 році з'являється спортивна версія машини — D8S, яка розвиває при колишньому об'ємі 118 к. с., але цей мотор ставиться тільки на коротку базу, в підсумку максималку підняли до 158 км/год, а розгін до ста займав 15 секунд, стільки ж часу йшло і у 4,5-літрового Bentley Speed Six. Водночас Луї Деляж бажає, щоб його машини були не тільки швидкими, але і красивими, він дає розпорядження підготувати автомобілі для Concours d'Elegance, конкурсу, в якому автомобілі змагаються між собою за зовнішніми ознаками. У жовтні 1931 року підготовляється перший такий автомобіль для участі в конкурсі на елегантність в рамках спортивних змагань на трасі в Монлері (поки одні дивляться, як гонщики ганяють, інші — милуються гарними машинами). Кузов машини готує мало кому відомий Анрі Монлусон, який працював штатним інженером у Деляжа, його робота відрізнялася мінімалізмом і в той же час витонченістю, до речі, він першим використовував краплеподібні крила, якщо дивитися на них зверху.
Щоб прорекламувати свою продукцію, Деляж виставляє машину на жіночий автомарафон Париж — Сен-Рафаель, по ідеї це було не скільки спортивне змагання, скільки більше естетичний захід — красиві дівчата вели красиві автомобілі. Деляж вибирає як водія для великої і важкої в управлінні машини 20-річну Рене Фрідріх. Батько Рене — Ернест Фрідріх був близьким другом Етторе Бугатті і продавав його машини в Ніцці, а подружилися вони в той час, коли Фрідріх став ганяти на Bugatti після Першої світової війни, завоювавши не один титул для цієї марки, а в 1924 році він покинув світ спорту, переїхав до Ніцци і відкрив там центр з продажу та обслуговування Bugatti. Але Рене була маленькою і тендітною жінкою, їй максимально близько підсунули сидіння, щоб вона могла діставати ногами до педалей, при цьому вона майже обіймала кермо руками. Дали старт, і зовсім скоро Рене Фрідріх втратила керування машиною, але треба зауважити, що за рік до цього вона виграла «гонки», сидячи за кермом Bugatti T35C, і з'їхала в кювет, за іронією долі недалеко перебували представники преси, які кинулися всю цю справу знімати на плівку, з машини вийшов живий і неушкоджений механік, але Рене Фрідріх не ворушилася, коли почали її оглядати, виявилося, що вона загинула від удару об кермо. Машина не постраждала і після незначної реставрації дійшла до наших днів.

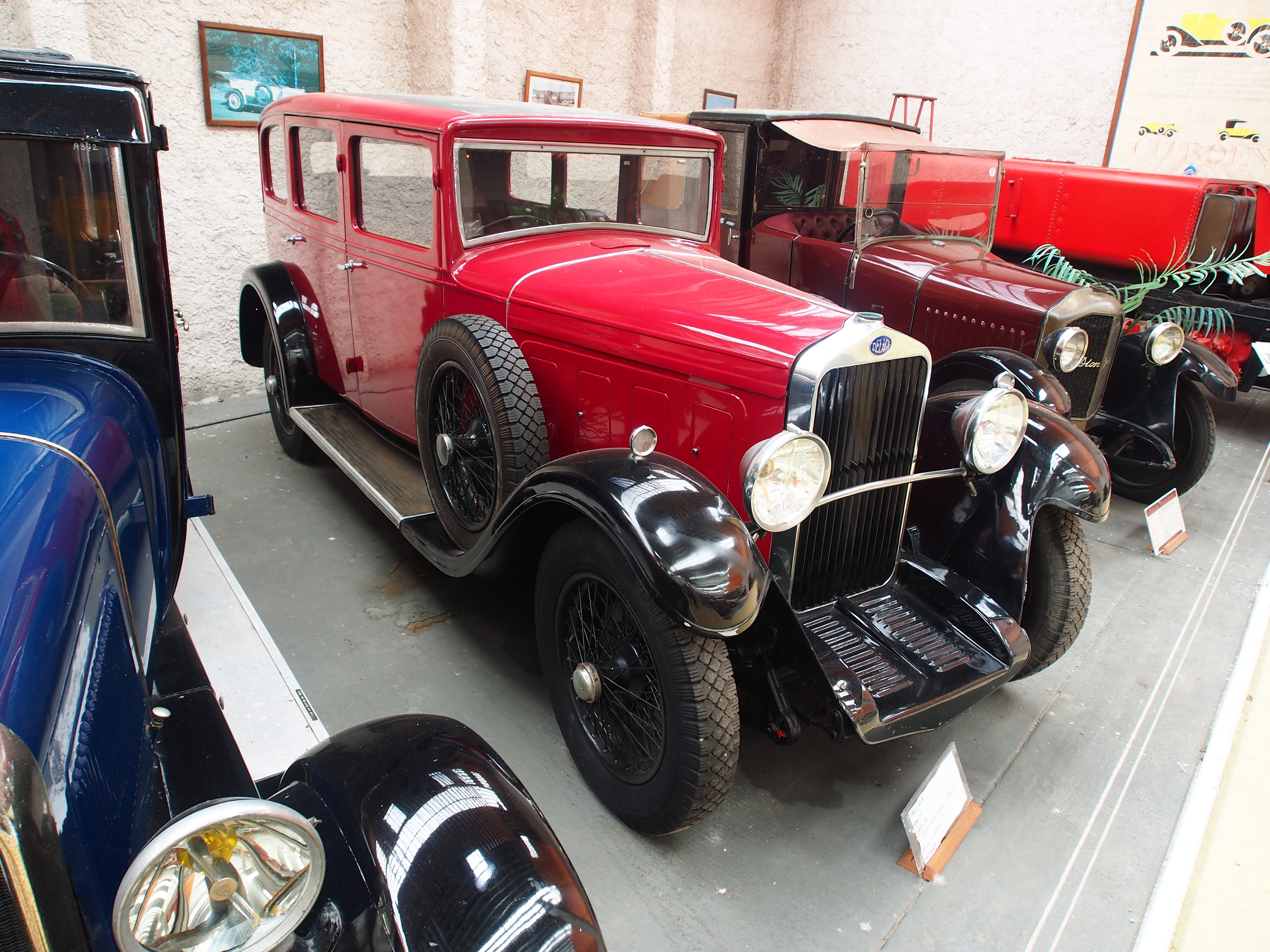
Delage D6-11 Berline

Ця трагедія коштувала кілька сотень замовлень для фірми, проте в цьому 1932 році з'являється нова машина — 2-літровий 6-циліндровий D6-11, чий мотор розвиває 63 к. с. Машина відрізнялася від колишньої продукції фірми незалежною передньою підвіскою коліс, розробленою Мішелою.

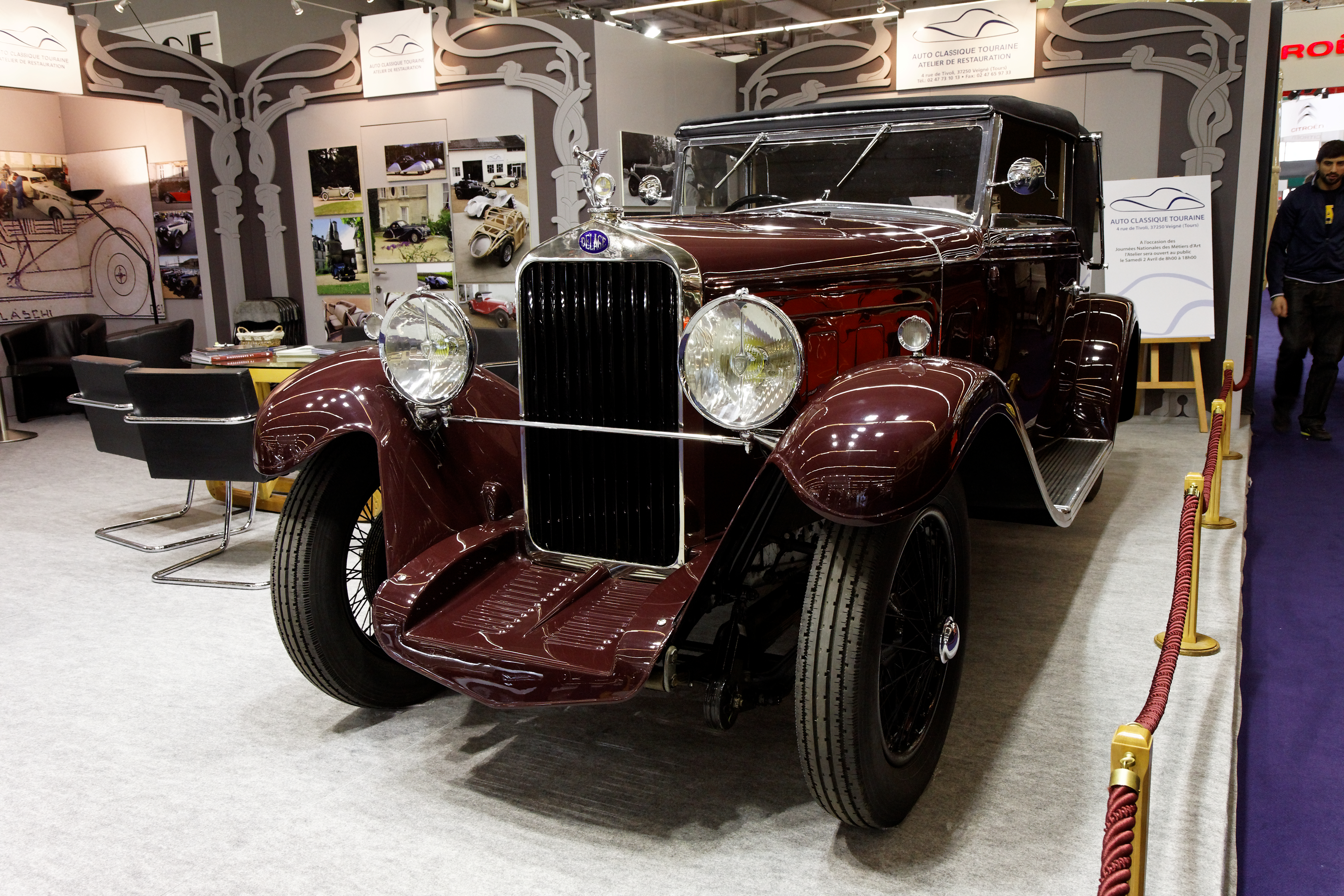
Delage D4 8CV Coach

У 1933 році асортимент моделей складається з D8/D8S і D6-11, розбавити модельний ряд береться нова і наймолодша модель — D4 з 1,5 л двигуном потужністю 40 к. с., як і нова 6-циліндрова машина, вона мала передню незалежну підвіску, однак у 6- і 4-циліндрових машин постійно трапляються відмови з технічної частини, що призводить до скасування замовлень, розсерджений Деляж знову показує Морісу Готьє на двері, той іде у фірму Renault.

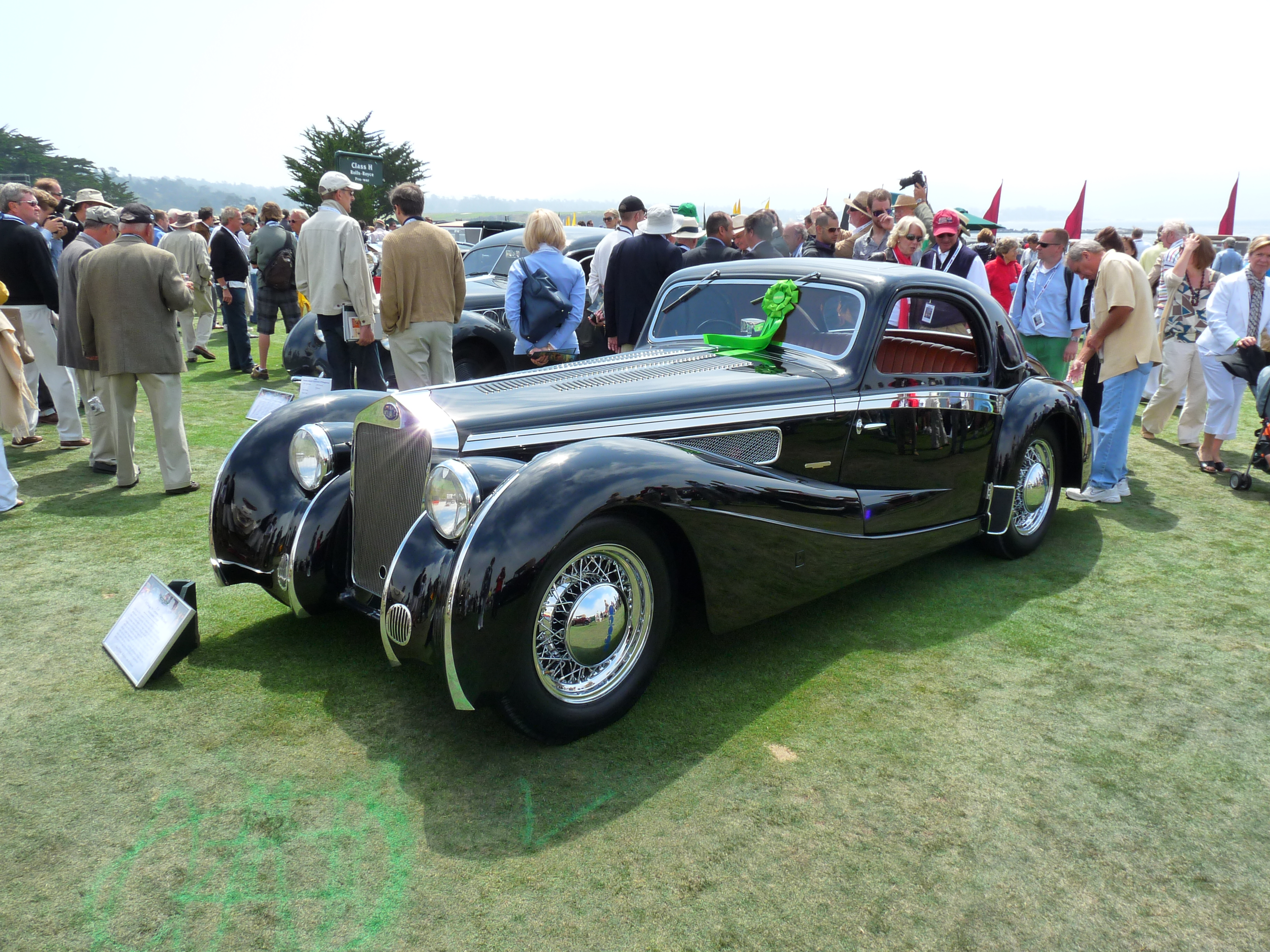
Delage D8S 23CV

Тоді ж, восени 1933 року, припиняється виробництво моделі D8/D8S, 102-сильну версію продали в кількості 2000 примірників, а спортивна версія знайшла всього 99 покупців за ті три роки, що її виробляли. У 1934 році з'являється модель D8-15, яка оснащена 8-циліндровим мотором об'ємом всього 2,7 л і потужністю 80 к. с., цю машину вибирали ті, хто не хотів їздити на 6-циліндрових моделях цієї фірми з Курбевуа. Але продажі цієї машини не були такими, як планував Деляж, і щоб якось заробити грошей, фірма продає ліцензію на свою підвіску фірмі Studebaker.

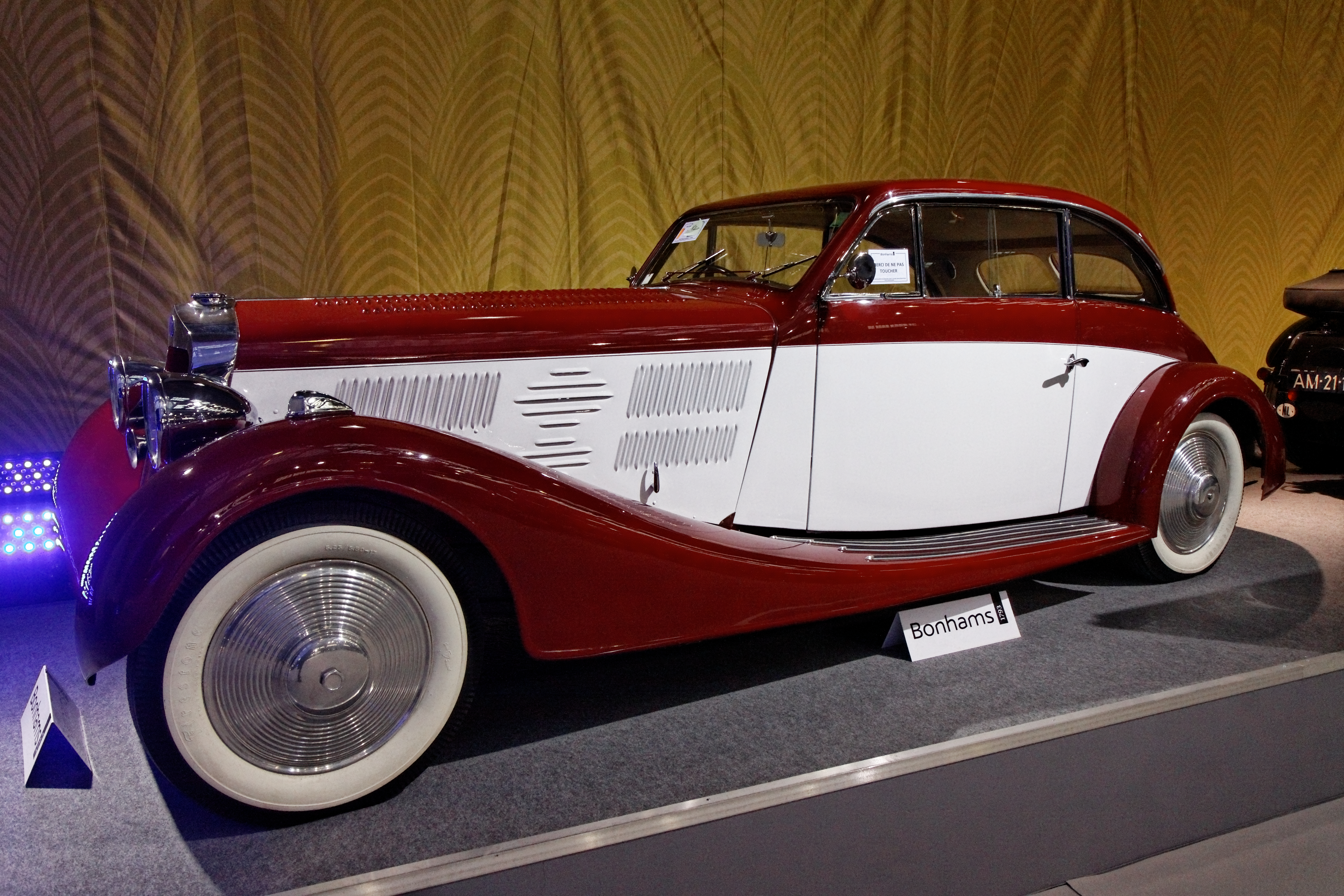
Delage D8-105 20CV Sport Aerodynamic Coupe by Letourneur & Marchand

Наприкінці 1934 року модель D8-15 знімають з виробництва, її змінює D8-85 20CV з 3,6 л мотором потужністю 85 к. с., крім цього випускають і спортивну версію цієї машини — D8-105 20CV, цей варіант оснащений двома свічками запалювання на циліндр і двома карбюраторами Zenith, що дозволило зняти з 3,6 л двигуна 105 к. с., також ця модель відрізнялася укороченим шасі.
Модель D6-11 теж йде на пенсію, а замість неї з'являється 6-циліндрова 2,7 л модель, яка також випускається в двох варіантах: у звичайній версії, потужністю 65 к. с. — модель D6-65, і спортивній версії, яка розточена до 2,8 л, з яких знімається 72 сили — D6-75. Всі машини цього сезону мали синхронізовану коробку передач і гідропривід гальм, але нові моделі ніяк не могли випрямити ситуацію, продажі падали, і 20 квітня 1935 року Луї Деляж змушений був оголосити про банкрутство свого дітища, цього моменту було продано всього близько 100 D8-85 20CV і 8 автомобілів D8-105 20CV. Фірму викуповує англійський підприємець Волтер Уотні, який володів мережею дилерських центрів у Парижі, фірмою — Autex, яка продавала марку Delage. Він продає все обладнання з заводу, також продає і бренд, спочатку він хотів продавати марку Delage фірмі Unic, проте незабаром відомий бренд викуповує давній любитель цих автомобілів — Шарль Вайффенбах. Він створює фірму Société Nouvelle des Automobiles Delage, біля керма компанії він ставить Волтера Уотні, а Луї Деляж отримує тільки роль консультанта.

## Delage у складі компанії Delahaye
Вайффенбах швидко приводить справи у фірмі в порядок, він вирішує випускати автомобілі марки Delage з використанням агрегатів фірми, яка також належить йому — Delahaye. Тому вже до кінця року на автомобільній виставці в Парижі продемонстровані нові моделі. Однією з головних новинок був D8-100 25CV з 4,3 л мотором потужністю 95 к. с., його мотор з'явився завдяки додаванню 2-х циліндрів 6-циліндровому 3,2 л мотору від Delahaye 135. Як противагу їй була представлена і 4-циліндрова модель DI-12 з 2,2-літровим 50-сильним мотором, від топової машини вона відрізнялася механічним приводом гальм, в той час як 8-циліндрова машина мала гідравліку, кузова для цієї фірми взявся постачати один виробник — фірма Autobineau.

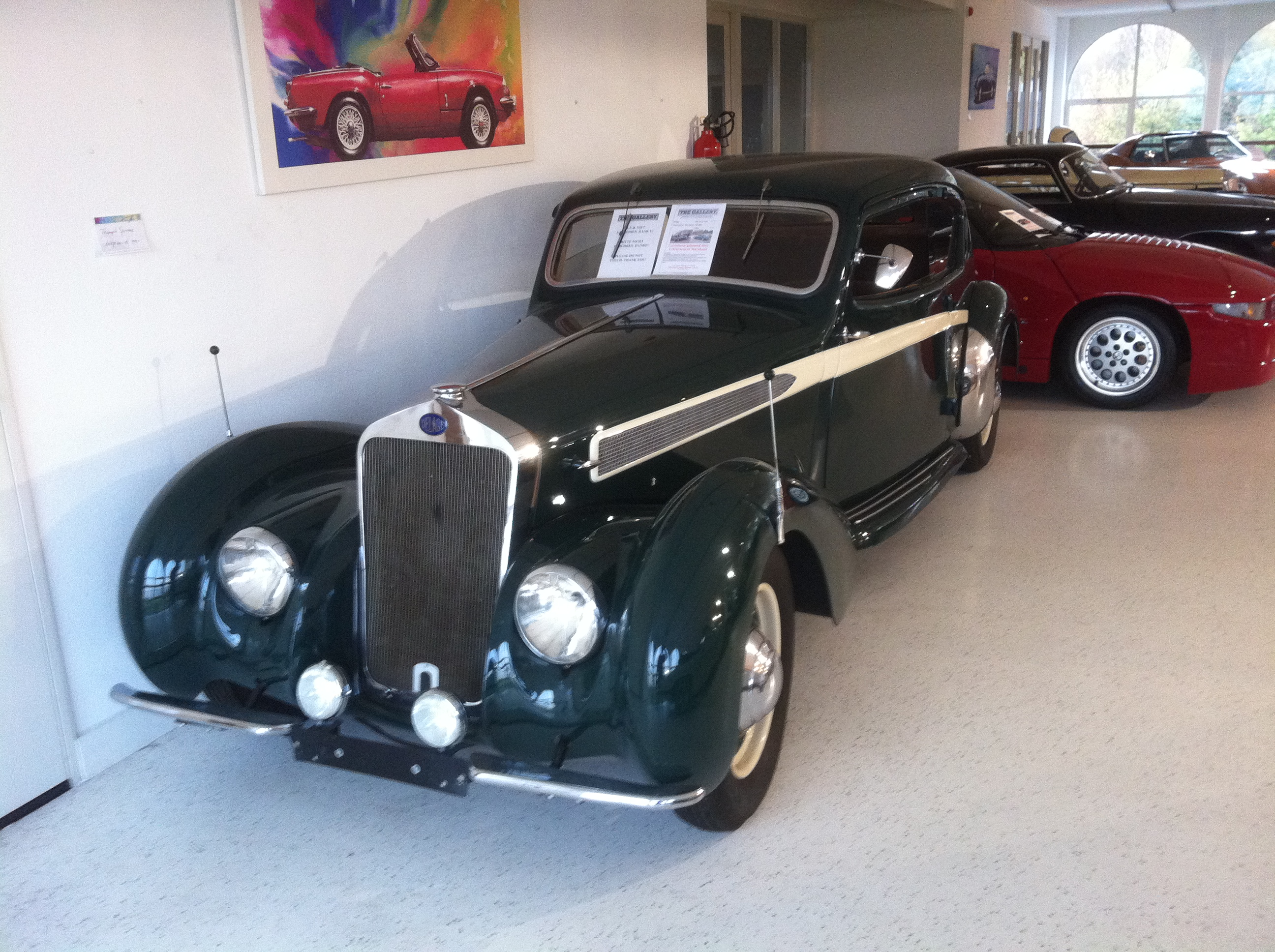
Delage D6-70

У 1936 році з'являються ще одні машини, одна з них — модель 6-60 з 2,5 л і 58-сильним мотором, автомобіль побудований на шасі Delahae 134, але на відміну від нього, має гідропривід гальм. Тоді ж з'являється і модель 6-70CV з 2,8 л 68-сильним мотором, цю модель за замовленням могли оснащувати електромагнітною коробкою передач Cotal, на базі цієї машини будується гоночна машина з розточеним до 3-х літрів мотором потужністю 100 к. с., кузов якої побудований фірмою Figoni et Falaschi, на ній планувалося виступити на Ле-Мані, проте через страйки вперше з 1923 року ці змагання не відбулися.

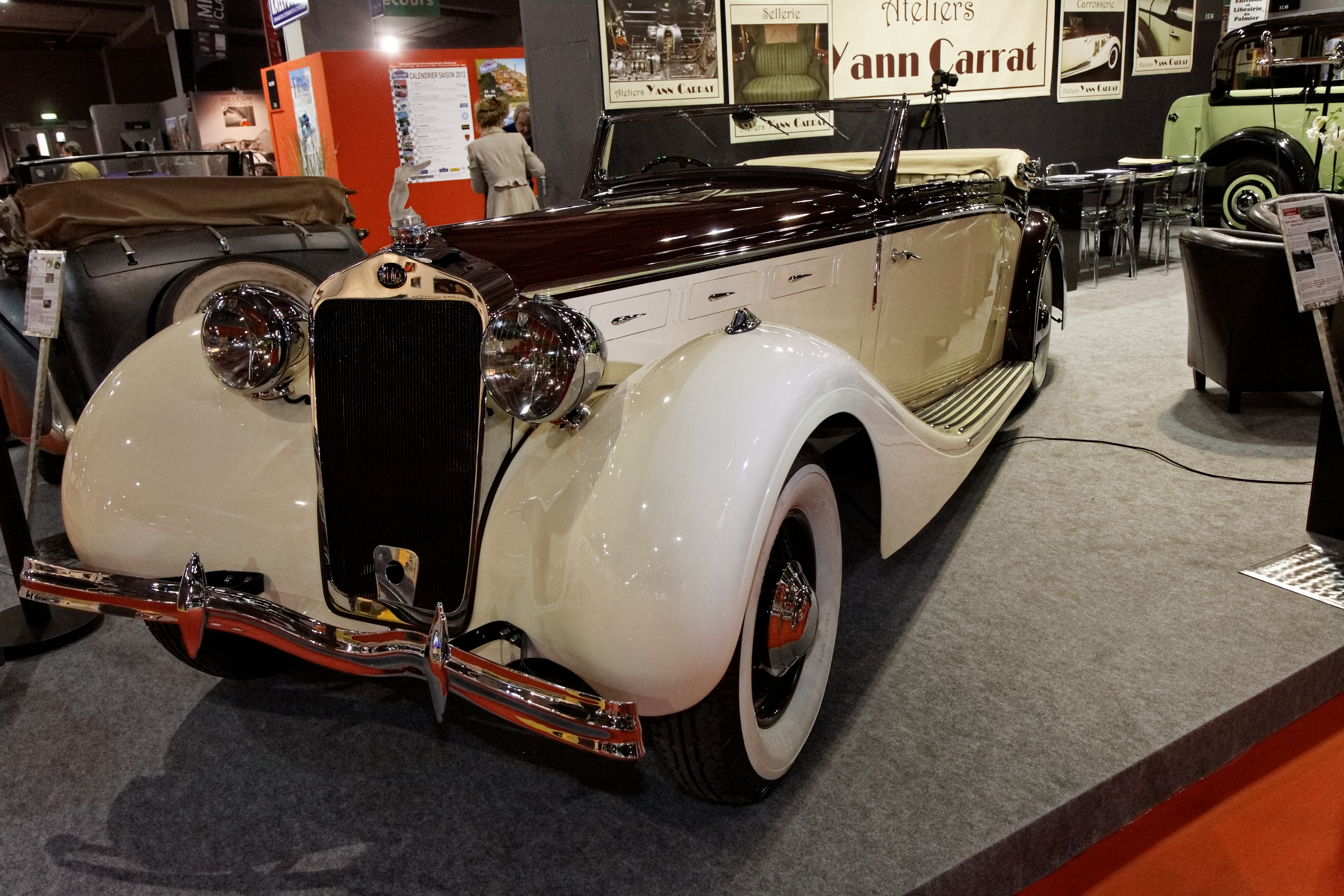
Delage D8-120 25CV Cabriolet Chapron

Восьмициліндрова модель отримує короткобазу версію D8-120 25CV.

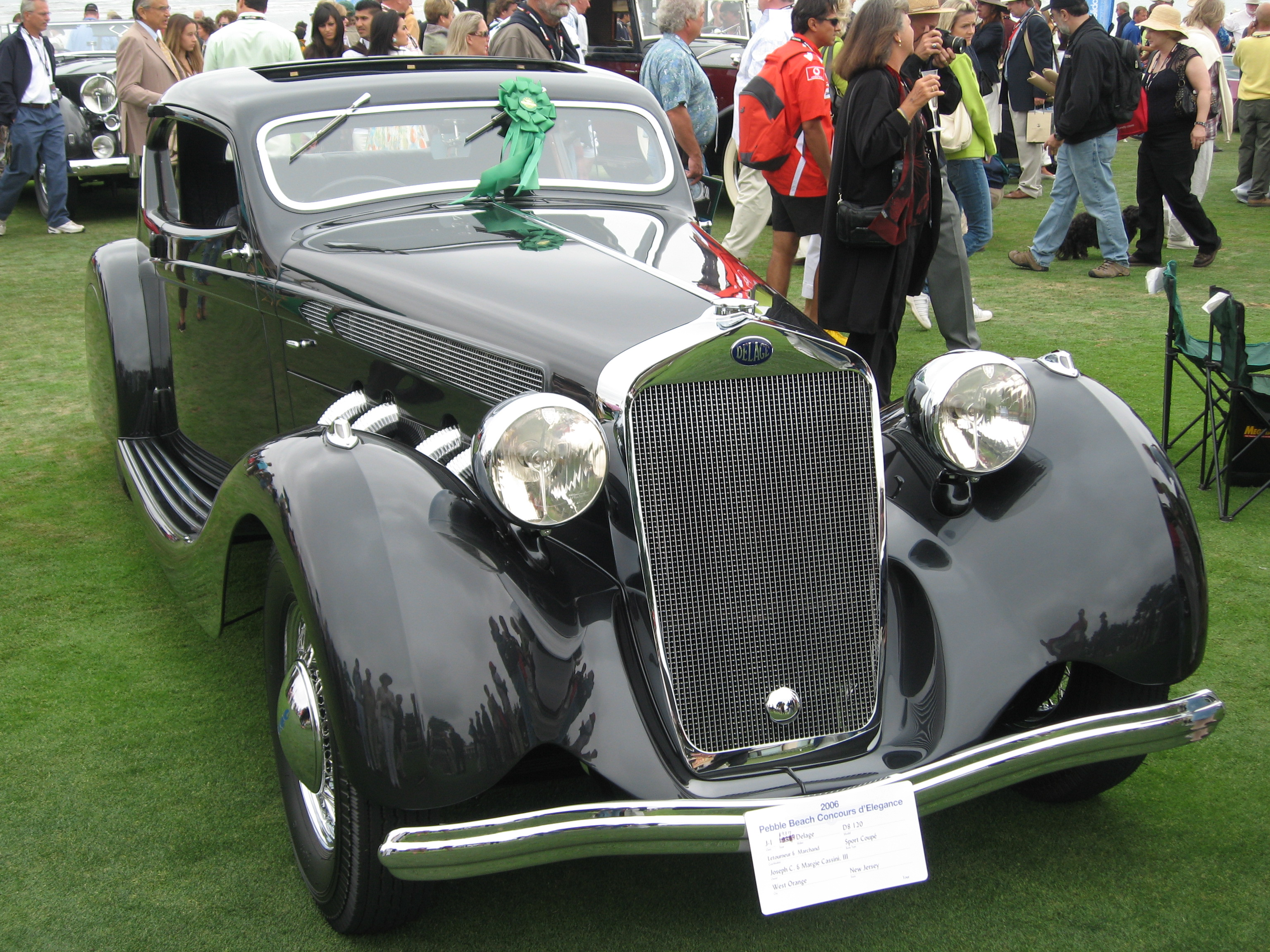
Delage D8-120

У 1937 році модель D8-120 отримує новий мотор — об'ємом 4,7 л і потужністю 115 к. с., мотор відрізнявся продуманістю, властивою двигунам конструкції Мішели, коробка передач була виключно електромагнітної системи Коталя, шасі машини мало гідравлічний привід, який мав незалежний передній і задній контур системи Сенсода, що легко дозволяло зупиняти 2-тонну машину, здатну розвивати 160 км/год. Шасі саме цієї моделі зробили її знаменитою у нащадків, що милуються кузовами, якими красувалася D8-120S 27CV.
У цьому ж році машина, побудована для Ле-Ману, змогла проявити себе, що цікаво, на гонки була виставлена всього одна машина, і та під управлінням Жака Де Валенса де Мінардьє і його напарника Луї Жерара приходить 1-ю у своєму класі до 3-х літрів і 4-ю в загальному заліку після 3,2 л Bugatti T57 G і двох Delahaye 135CS, у яких 3,5 л двигуни. У 1937 році був побудований 12-циліндровий гоночний автомобіль на базі 135-ї моделі від Delahaye, і з мотором 4,5 л від цієї ж марки. Кузов цієї машини побудувала компанія Labourdette, яка колись прославилася своїми кузовами типу «Skiff», цю машину виставили на Ле-Ман, проте під час кваліфікації машина зробила аварію, яка не дозволила їй брати участь у перегонах. Машину полагодили й виставили на автошоу в Парижі, але взимку 1937-1938 років кузов купе зняли, і на шасі встановили відкритий двомісний кузов. У новому обличчі машина дебютувала на Турист Трофі 1938 року, що проходив у Брукландс, проте відразу після старту машина загорілася, після чого Жозеф Поль втратив управління і зробив аварію, убивши двох глядачів, один з них виявився Томом Муррей Джеймсоном, автором спортивних Austin, він створив нові машини для фірми ERA і приїхав спостерігати за поведінкою свого дітища.
Машину відремонтували до Гран-прі Франції, але Поль відмовився на ній їхати, після чого машині повернули рідний кузов і вона простояла до початку війни на території заводу, а потім на неї помістили дизельний мотор, намагаючись встановити рекорди швидкості для дизельної машини.
Наприкінці 1937 року Autobineau перестає постачати кузови, а Delage підписує договір з фірмою Citroen про поставку кузовів від Traction Avant, тим самим однаковий кузов мало відразу кілька компаній, Corre La Licorne також володіла кузовами від Citroen.
У 1938 році DI-12 перейменовується в DI-50 14CV, а кузова тепер постачає Letourneur et Marchand. Моделі D6-70, побудованій для Ле-Ману, в цьому сезоні не щастить, машина сходить з дистанції через вихід з ладу мотора, але перед цим вдалося зайняти перше місце на Турист Трофі в Донінгтон-Парку. У цей час модель D8-120S стає найдорожчою французькою машиною, її шасі коштували 105,800 франків, а при наявності кузова ціна доходила до 160 000 франків, дорожчою була тільки Delahaye 165 з 12-циліндровим мотором, але цю машину робили штучно по спецзамовленню, тому її історики до уваги не беруть, а от компресорний Bugatti Type 57C коштував 136 000—145 000 франків за готову машину, стільки ж коштував Talbot Lago Т150 Special, шасі Talbot Lago SS коштували на 800 франків менше, ніж у Delage — 105 000, незвичайний Voisin C30 S з компресорним мотором коштував від 100 до 110 тисяч франків за готову машину.

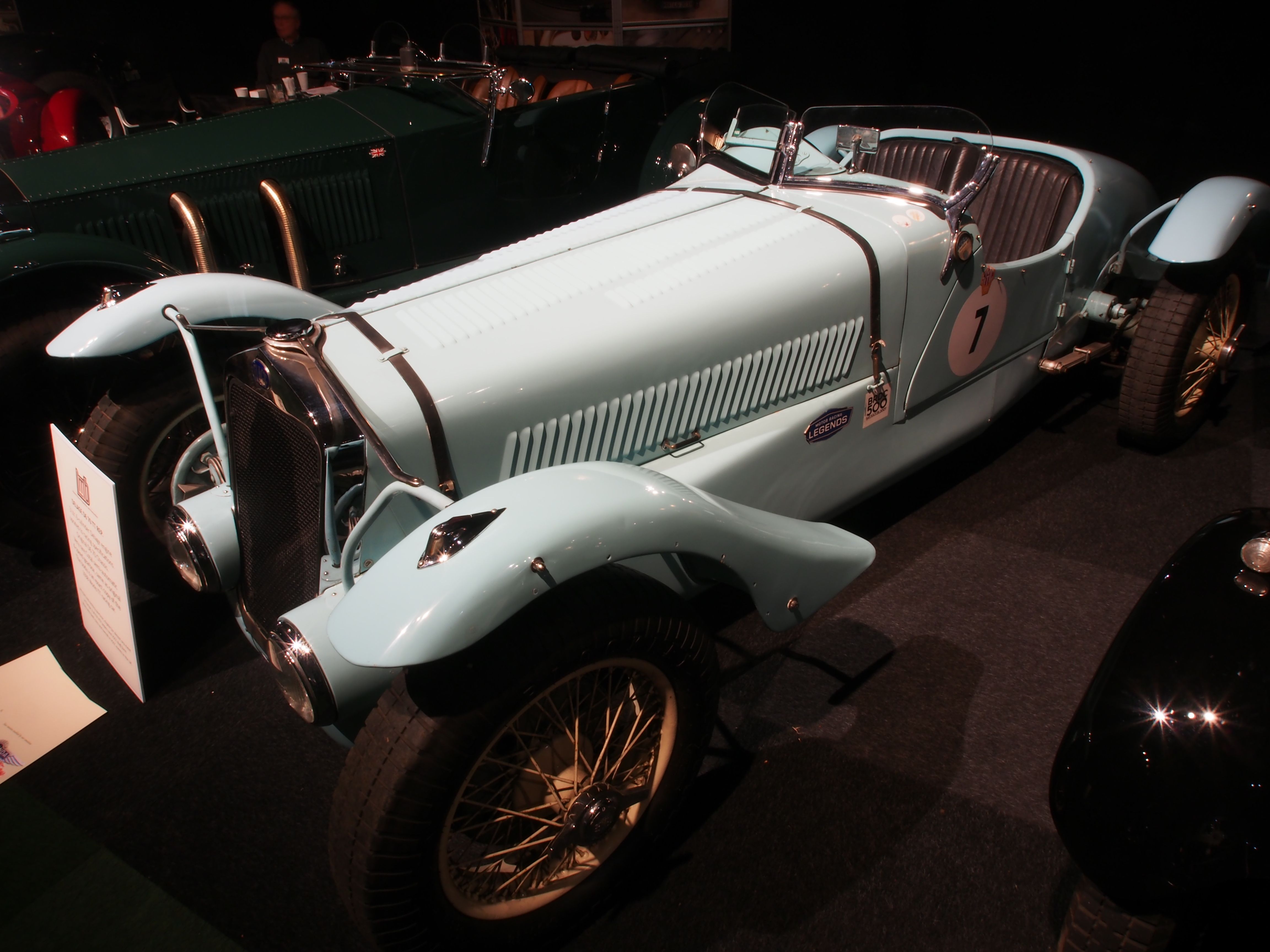
Delage D6-70 Le Mans 1939 року

До 1939 року Уотні готує кілька спортивних машин на шасі D6-70, правда з відкритими кузовами, а під капот умістили три карбюратора, що підвищило віддачу 100-сильного мотора до 140 к. с. Луї Жерар і Жорж Моннере приходять до фінішу другими, відставши всього на 45 км від лідера (Bugatti T57C з 3,2 л компресором), подолавши за 24 години 3312 кілометрів і відірвавшись від наступного учасника на 83 км, а це був, між іншим, 4,5 л V12 Lagonda, а ось Арману Х'ю і Рожеру Лойе пощастило менше, вони потрапили в аварію і були змушені зійти з перегонів.
Коли починається війна, Уотні усувають від справи, бо він — британський поданий, боси Delahaye беруть кермо влади в свої руки, Деляжа відправляють на пенсію, виробництво автомобілів зупиняється, а фірма починає випускати танкетки Hotchkiss H39 з 8-циліндровими двигунами від моделі D8-120S. У 1942 році фашистські війська повністю окупували Францію, і Уотні тікає з країни.

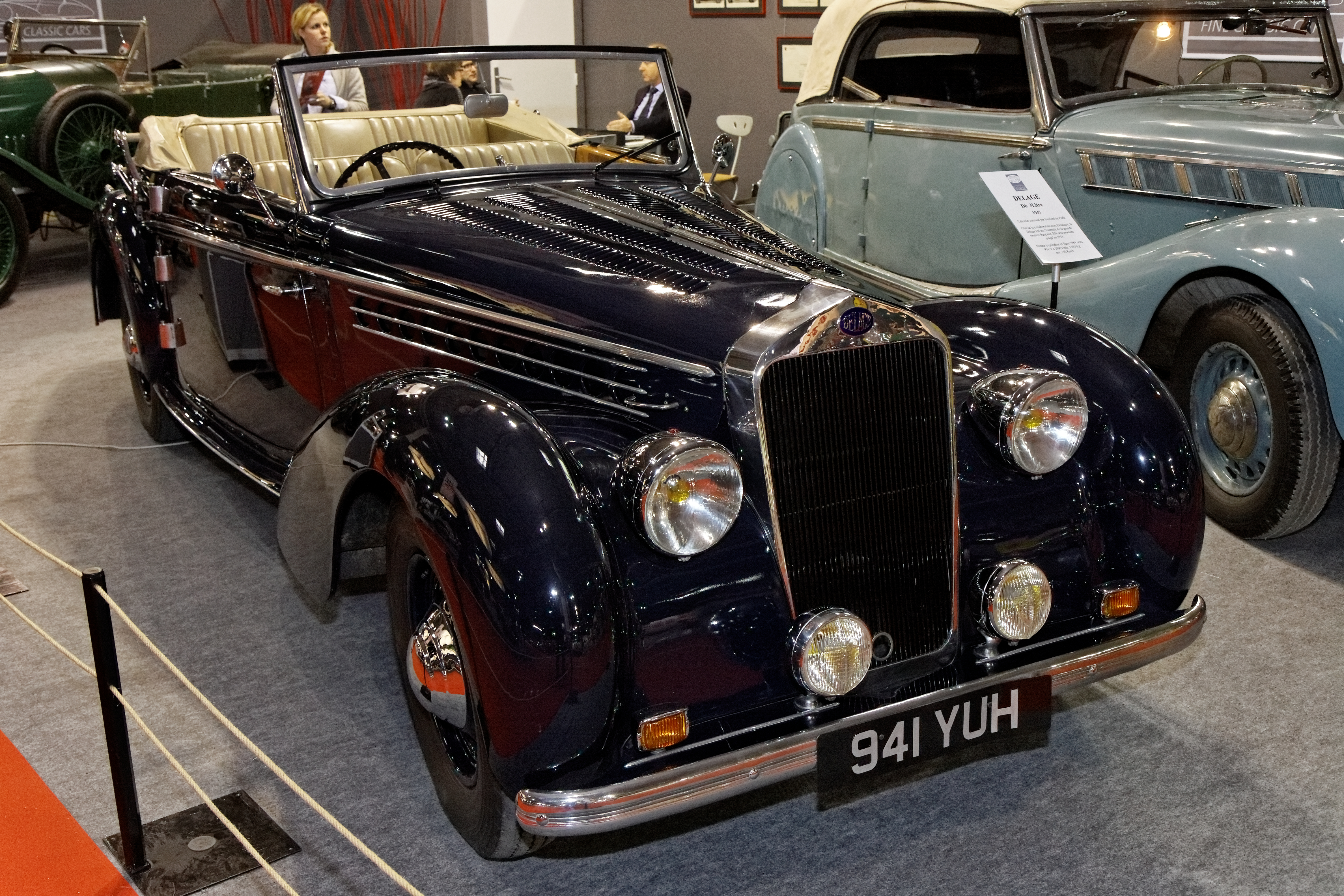
Delage D6 17CV 3-Litre Guillore

У 1946 році відновлюється випуск моделі D6, яку оснастили 3-літровим мотором, що розвиває 90 к. с., але малася версія з 3 карбюраторами, потужність якої дорівнювала 100 к. с., такий варіант носив додаткове найменування — Olympic, кузова для всіх машин поставляти взялася фірма Guillore.
Разом з новою моделлю (по суті — довоєнна машина з потужнішим мотором) був виставлений і величезний лімузин під назвою D180. Під капотом у нього переховувався 4,5 л 6-циліндровий мотор, який, як і шасі, був запозичений в іншого прототипу — Delahaye 180, кузов був побудований ательє Анрі Шапрона за ескізом Філліпа Шарбонно. Цей лімузин мав незалежну передню підвіску «типу Дюбоне» і задню підвіску «типу Де Діона», проте далі спорудження одного примірника справа не пішла, і на наступний рік машина пропала з каталогів, зате у «братнього» Delahaye 180, якого довели до розуму до кінця 1947 року, з'явився такий же кузов від Шапрона, правда із зміненою решіткою.
У 1947 році на єдину у виробництві модель можна замовити 2-дверні кузови від Letourneur & Marchand, а Chapron пропонує кузови типу седан, старий партнер Guillore пропонує і 4-дверні та 2-дверні кузови. У цьому ж році з решти запчастин строять один автомобіль моделі D8-120S, на який встановили кузов кабріолет від фірми Antem. У грудні 1947 року помирає Луї Деляж, після відходу з фірми він вів усамітнене життя, вдарився в релігію і помер у крайній убогості, і це при тому, що його автомобілі ще якісь 7—8 років тому були найдорожчими у Франції .
У 1948 році французький уряд вводить нову податкову політику, за якою всі автомобілі з мотором понад 2 літрів обкладаються звірячим податком, це не може не вдарити по марці, яка і так ще не встала на ноги. Продажі падають, але вони ще є.

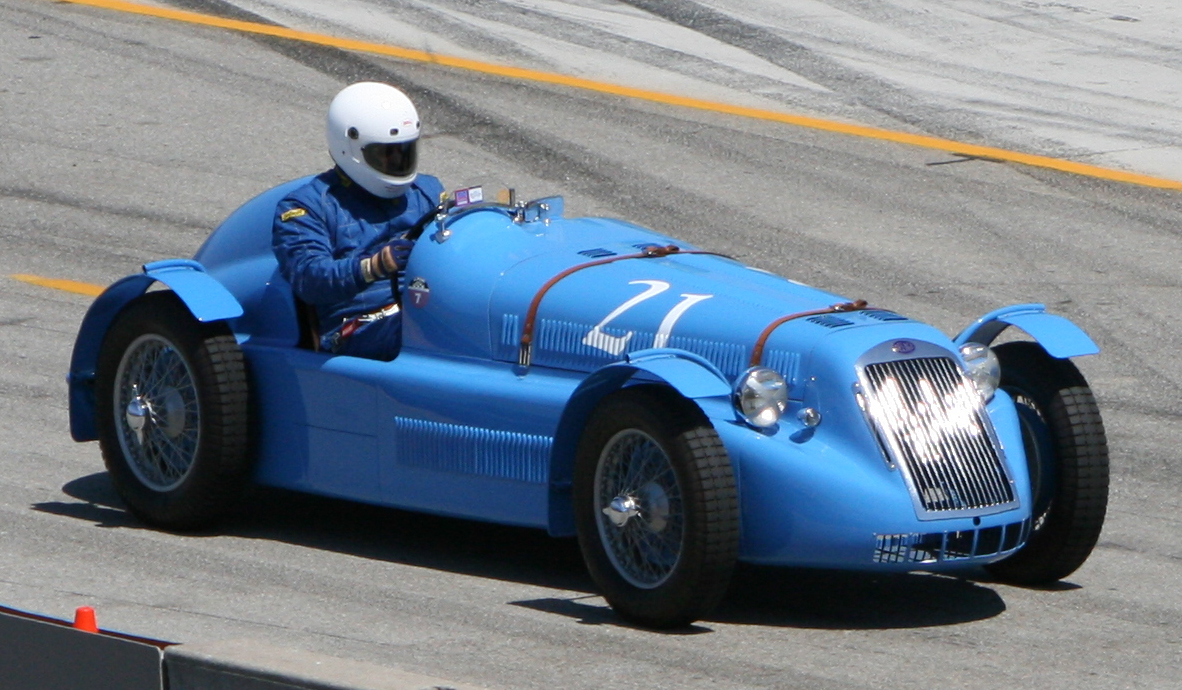
Delage D6-3Litres Grand Prix

У 1949 році нарешті проводять перший післявоєнний 24-годинний марафон в Ле-Мані, на старт виводять 4 гоночних машини з п'яти побудованих, які нудилися в гаражі з 1946 року. Анрі Луво і Хуан Ховер фінішують другими на цьому змаганні, після Луїджі Чінетті і лорда Селсдона, які виступали на 2-літровому Ferrari 166MM, тим самим франко-іспанський екіпаж стає першим у своєму 3-літровому класі. Другими в 3-літровому класі і 4-ми в загальному заліку стали Луї Жерар і Франчіско Годіа, теж, до речі, франко-іспанський екіпаж, а ось Огюст Вейе — Едмон Муш і Марк Версіні — Гастон Серро вибули з перегонів, тому що «загнали» свої мотори.
Крім цього Луво/Муш займають друге місце в 24-годинних змаганнях на витривалість в Спа і треті місця в Тарга Абруццо і Гран-прі Пескари. У 1950 році Луво з напарником Жаном Естаже займають всього лише сьому сходинку в загальному рейтингу, але все ж призове третє в класі до 3 літрів, слідом за двома Aston Martin DB2.

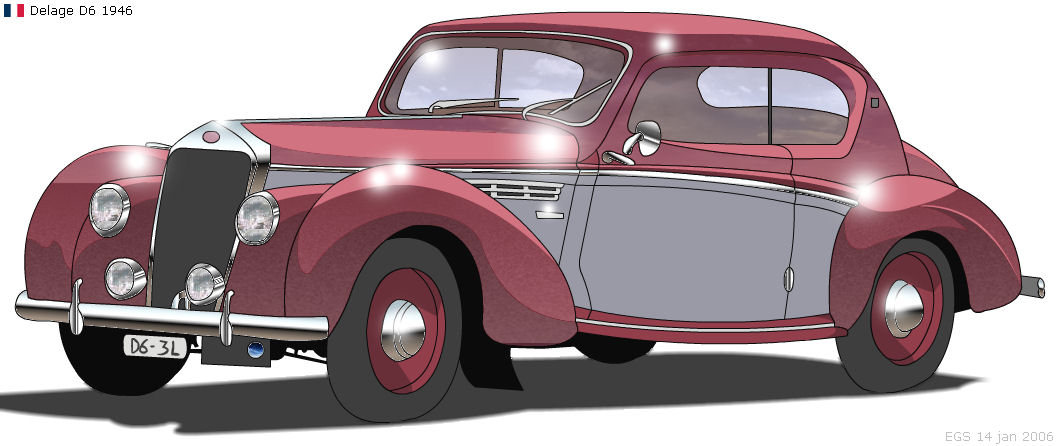
Delage D6 17CV 3-Litres Coupe Letourneur et Marchand 1946 року

Громадянська версія D6 17CV в цей час починає комплектуватися в основному новими кузовами типу седан фірми Autobineau, які мають більш сучасні для цього часу кузови, бо колишні чітко нагадували кінець 30-х, через рік продажі кабріолетів, які штучно виготовляли за допомогою фірми Guillore, припиняються.

## Припинення виробництва автомобілів. Закриття компанії
У 1952 році для Едуарда Ерріо, лідера Радикальної партії і голови Національних зборів Франції, підготували 6-віконний кузов лімузин, який встановили на подовжені шасі машини, в цьому ж році фірма в останній раз брала участь в Паризькому автошоу, але так як на пару з Delahaye продажі легкових машин ледь перевалили за півсотні, фірма вирішує припинити діяльності марки Delage. З 1953 року машини Delage більше не пропонувалися, а Delahaye протримається в цих же проспектах лише рік.

## Список автомобілів Delage
- 1905 — Delage Type A
- 1906 — Delage Type B
  - Delage Type D
- 1907 — Delage Type E
  - Delage Type F
  - Delage Type ZC
- 1908 — Delage Type G
  - Delage Type H
- 1909 — Delage Type J
  - Delage Type L
  - Delage Type M
- 1910 — Delage Type R
  - Delage Type T
  - Delage Type TR
  - Delage Type U
  - Delage Type AB
  - Delage Type AC
- 1911 — Delage Type X
- 1912 — Delage Type AH
- 1913 — Delage Type AK
  - Delage Type Y
  - Delage Type AI
- 1914 — Delage Type BI
  - Delage Type S
- 1918 — Delage Type CO
- 1920 — Delage Type DO
- 1921 — Delage Type CO2
  - Delage Type GS
  - Delage Type DE
- 1923 — Delage Type DI (DIS, DISS)
  - Delage Type DH
- 1924 — Delage Type GL
- 1925 — Delage 2LCV
- 1926 — Delage Type GP
  - Delage Type DM
  - Delage Type DR
- 1927 — Delage 15 S8
- 1928 — Delage Type DR70
- 1929 — Delage Type DMN
  - Delage D8
  - Delage D6
  - Delage Type DS
- 1930 — Delage D8S
- 1932 — Delage D6-11
- 1933 — Delage D4
- 1934 — Delage D8-15
  - Delage D8-85
  - Delage D8-105
  - Delage D6-65
  - Delage D6-75
- 1935 — Delage D8-100
  - Delage DI-12
- 1936 — Delage D6-60
  - Delage D6-70
  - Delage D8-120
- 1937 — Delage D8-120S
- 1938 — Delage DI-50
  - Delage V12
- 1946 — Delage D6 3-Litre
  - Delage D180

## Цікаві факти
- Автомобіль на укороченому шасі «Delage» D8-120 був побудований на особисте замовлення пана Деляжа в кузовній фірмі Pourtout. Автор ескізів за якими будувався автомобіль — Жорж Паулен (Georges Paulin). Термін виготовлення замовлення склав сім місяців. Після війни зовнішній вигляд автомобіля був дещо змінений, але в ході недавньої реставрації «Аеродинамічне Купе» було відновлено до оригіналу і в 2005 році (у рік столітнього ювілею фірми «Delage») отримало головний приз конкурсу елегантності в Пеббл Біч.
- Після закінчення Другої Світової війни не було випущено жодної самостійної моделі «Delage» — всі машини стали ідентичні «Delahaye».